# 天才ビットくん
『天才ビットくん』（てんさいビットくん）は、2001年4月6日から2007年3月30日までNHK教育テレビで放送されていたテレビ番組で、同局で放送される『天才てれびくん』の派生番組である（但し、『天てれ』シリーズとは一切内容に繋がりはない）。2001年、2002年度は毎週金曜日18時から18時25分の25分番組として放送。2003年度からは、毎週金曜18時10分から18時50分の40分番組に枠拡大・進化。2004年度からは、毎週金曜18時20分から18時59分30秒まで放映していた。6年間を通してのキャッチフレーズは「Let's Access!」。
2007年4月より放送時間を5分短縮した上で番組名が『（天才てれびくんMAX）ビットワールド』に改題され、番組がリニューアルされた。

## 概要
コンピュータグラフィックスで作られた「ビットランド」という世界で繰り広げられ、視聴者から寄せられたアイデアを元にビットランドを発展させていくという内容。子供向け番組らしからぬシュールな演出、唐突なシリアス展開など、月〜木の『天てれ』とは一線を画した独特な雰囲気を醸し出していた。
この番組に投稿した場合、ペンネームは「ビットネーム（B.N）」と呼称される。
2007年3月23日の『ビットランド消滅！？運命のアイデア1000個60分スペシャル』と題した拡大版（18:25 - 19:24）で番組内のストーリー上では最終回を迎え、翌週3月30日の『ダークマイコンから母上様へ』をもって約6年に渡る放送を終了。後続の『天才てれびくんMAX ビットワールド』に移行した。
2012年1月1日、『天才ビットくん』から放送通算10周年を記念し、セイコーの夢という設定で、5年ぶりに本作6年間の映像（半分が初期2年間）、コーナーが『ビットワールドSP★解かれる封印・ビットワールド前史！』として放送された。また、オープニングは10年ぶりに2001年度の物が使われた。なおこの再放送が2013年1月2日に『ビットワールド なつかしの歴代アニメスペシャル』と併せて行われた。そして2015年5月30日には「お願い!編集長」内で第1回が再放送された。
神奈川県横浜市にある放送ライブラリーには2003年9月19日放送の「ビットランド新旧合体」が収蔵されており、閲覧可能となっている。

### 放送時間の変遷
| 期間       | 期間       | 放送時間（日本時間）         | 放送時間（日本時間）         |
| 期間       | 期間       | 本放送                       | 再放送                       |
| ---------- | ---------- | ---------------------------- | ---------------------------- |
| 2001.04.06 | 2002.03.29 | 金曜日 18:00 - 18:25（25分） | （放送なし）                 |
| 2002.04.05 | 2003.03.29 | 金曜日 18:00 - 18:25（25分） | 土曜日 15:35 - 16:00（25分） |
| 2003.04.11 | 2004.04.02 | 金曜日 18:10 - 18:49（39分） | （放送なし）                 |
| 2004.04.09 | 2007.03.30 | 金曜日 18:20 - 19:00（40分） | （放送なし）                 |

- 2003年4月11日から2004年4月2日までは18:49から1分間、19時から放送される『金曜かきこみTV』の告知（クロスプログラム）が生放送されており、その後10分間『こども手話ウイークリー』を挟んでから『かきこみTV』本編が始まっていた[2][3]。2004年4月9日からは『こども手話ウィークリー』が別曜日に移動し『かきこみTV』へ直結する編成になったため、末尾30秒（18:59:30 - 19:00:00）に本番組から『かきこみTV』へ接続するためのコラボ番宣（基本番組表でのタイトルは『番組案内 「天才ビットくん・金曜かきこみＴＶ  おしらせ」』。両番組の告知を兼ねてセイコー達レギュラーメンバーと『かきこみTV』司会のROLLYが登場する内容）が放送されていた。これは『天才ビットくん』が終了・『かきこみTV』が土曜日に移動する直前の2007年3月2日まで続いた[4][5]。

## 出演者
2003年12月から2004年3月までの地上デジタル放送（東京・名古屋・大阪のみ）のEPG番組表ではいとうを「司会（コーディネーター）」、FLIP-FLAP・中村・上田を「キャスター」、それ以外のレギュラーメンバーである早乙女とThe Bittlesのメンバーを「ゲスト」という肩書きで表記していた。
| 氏名                           | 初出演   | 備考     |
| ------------------------------ | -------- | -------- |
| いとうせいこう                 | 2001年度 |          |
| FLIP-FLAP（YUKO・AIKO）        | 2001年度 | [ 注 3 ] |
| 中村有志                       | 2002年度 | [ 注 3 ] |
| 上田晋也（くりぃむしちゅー）   | 2003年度 |          |
| 北陽（伊藤さおり・虻川美穂子） | 2005年度 |          |

## 主な登場人物・キャラクター

### 登場人物
セイコー：いとうせいこう（2001年4月6日〈第1回放送〉 - 2007年3月30日）
唯一第1回放送から最終回まで出演している、本番組の主人公とでも言うべき男。リーダー的存在だが、ちょっとナマケモノ。大事件が起きても、ちょっとクールなリアクションが持ち味。
後継の番組である「天才てれびくんMAX ビットワールド」からはビットワールドの創設者となる。
ユウコ：YUKO(FLIP-FLAP)（2001年4月6日〈第1回放送〉 - 2005年4月8日、以降不定期）
アイコの双子の姉。おっとりしているようで、意外に頭の回転が速く、妹のアイコとは対照的。おばけが大嫌い。
アイコ：AIKO(FLIP-FLAP)（2001年4月6日〈第1回放送〉 - 2005年4月8日、以降不定期）
ユウコの双子の妹。食いしん坊で負けず嫌い。箱二郎とよくケンカをする。一時期、男性化していた。
ユージン：中村有志（2002年4月5日 - 2005年4月8日、以降不定期）
かつて亀王朝を支えた六賢人の兄弟の末っ子。口調が江戸弁で興奮状態に陥るとアングラ語なるジェスチャーをする。
ミク：早乙女未来（2002年4月5日 - 12月20日、2003年9月19日 - 2004年2月6日）
かつての亀王朝のプリンセス。地下世界では愛用のドリルを身につけ、日夜探検している。
シンヤ・プラワン：上田晋也（くりぃむしちゅー）（2003年4月11日 - 2007年3月30日）
チョビット自治国の王子の執事としてやってきたエルフ耳の男。事あるごとにアイデアを利用して金儲けしようと企むが、危ない目に遭うとすぐ弱気になる。
サオリエッタ・イトチェンコ（通称「イトッチ」）：伊藤さおり（北陽）（2005年4月8日 - 2007年3月30日）
キューブドア社に勤めていたキャリアウーマンだったが、不正がバレた事で相方・アブッチと共にリストラされ、ビットランドで暮らすことになる。大の甘い者好き。
アブダラ・ザ・ブッチ（通称「アブッチ」：虻川美穂子（北陽）（2005年4月8日 - 2007年3月30日）
イトッチと共にキューブドア社から追い出されて暮らしている。IQ180の頭脳を誇る天才的なエンジニアだが、少々間の抜けた所もある。素敵な男性に弱い。
RIO（リオ）：近内里緒（2005年9月23日 - 2007年3月30日）
記憶を無くしていた少女ロボット。水を自由に操ったり、ビットモンと会話する不思議な能力がある。実はゲーム好きらしい。

### キャラクター
箱二郎：岡野浩介（声）（2001年4月6日 - 2002年12月20日、以降不定期）
ビットランドのホストコンピュータで、「〜ますです」という語尾とノートパソコンが連なったような姿をしている。第1回放送の時点では名前が無かったが、募集により2回目の放送で箱二郎に決まった。生まれた時からビットランドにいる。お調子者であり、自分はイケてると思っている。
箱一郎：岡野浩介（声）（2002年4月5日 - 7月26日、以降不定期）
亀王朝のホストコンピュータ。巨大な壺のような全身に一つ目、大きな口、そして上部から手のようなマニピュレータがついた姿をしている。箱二郎の兄弟機であり彼が兄（このことは当人らもとある件で自分達の型番を見ることになるまで知らなかった）。時々変なフランス語を話す。計算処理能力は箱二郎より劣る。プライドは高い癖に打たれ弱く、「ポンコツ」と呼ばれるとショックを受けて泣いて逃げ出す。
バグハグ大王
サイバー世界の破壊神。バグリンやアイスバグリンを従え、彼らを使い「バグ嵐」や「バグ吹雪」を発生させる力を持つ。トゲのついた箱に手足が生えたような姿をしている。
リットル王子 / リットル国王：岡野浩介（声）（2003年4月11日 - 10月3日、以降不定期）
チョビット自治国の王子。リセットされたビットランドを再建する為、セイコー達をビットランドへ導く。ユウコに恋心を抱いている。
チョビット自治国へ帰国後、国王となる。
箱二郎SOSタイプ：岡野浩介（声）　
ビットランド歴史館にいる。その名の通り主に緊急時に使用する。ビットランドの歴史を管理しており、過去のプログラム内に異物が入った場合、異物を消去する役割を担う。かつての箱二郎と違い若干冷酷。
ケメコ：新谷真弓（声）（2006年4月7日 - 2007年3月30日）
メケメケランドなる世界からビットランドに突然やって来た謎の少女。怒ると巨大化する。アイデアを1000個集めないとメケメケランドに帰れないという。サイケデリックなキノコのような帽子をかぶっており、普段着はジャージ。
キャラクターデザインはポエ山。
ケメコの言う「あのお方」：滝口順平（声）（2006年度）
ケメコを今の姿にした謎の人物。憑依能力を持ち、たびたびイトッチに乗り移ってケメコの前に現れる事がある。最終回では喋る度に型崩れを起こすキューブのような姿でケメコとセイコーに語りかける。

## 時代背景

### 2001年度
メンバー
セイコー、ユウコ、アイコ、箱二郎
町の様子（一学期）
夢の楽園を目指し、サイバー空間に迷い込んだセイコー、ユウコ、アイコ。3人は、白い立方体の箱（ビット）に格納された状態でサイバー空間最後の未開の地・ビットランドのビットシップ内に到着。そこで初めて出会ったのは名も無きホストコンピューター。後に名前のアイデアを募集し、彼は箱二郎と命名される。
ビットランドに来て最初に建てたセイコーの家が倒壊し、アイコ・ユウコの家が沈むなどの事件が発生し、3人に詰め寄られた箱二郎はバグリンの存在と、バグリン問題によってビットランドから去っていった人々が過去に存在した事を打ち明ける。バグリン達の首領はサイバー空間の破壊者・バグハグ大王だった。また、この時点で50日後に巨大バグ嵐が起こる事が判明した。
セイコー達はバグ嵐対策アイデアを募り、実行するもことごとく失敗。バグハグ大王はビッ校をハッキングした後、巨大バグ嵐を発生させビットランドを滅亡に追い込む。しかし、突如現れたエンジェルベアーがハッピー嵐を起こし、ビットランドは山や海、谷などの地形と共に復活する。
町の様子（二学期）
バグ嵐によってできた山を「チョモランドマウンテン」と名付け、またビットランドに自然を作ろうと視聴者からアイデアを募集。2学期が始まる頃にはビットランドは自然あふれる豊かな大地に生まれ変わった。投票によって選ばれたモニュメント「バグリン像」やビットランド名物の団子が完成した他、はちみつ味の海やおそろしの森が作られるなど街は急速に発展。秋には出店やイベント満載のビットランド祭を開催した。
町の様子（三学期）
ビットランド祭の直後、大反省の滝の凍結に端を発し、ビットランド各地で謎の凍結現象が発生。ついにはビットランド全域が凍り氷河期に突入。太陽のかけらで気温が一時急上昇し氷河期を脱したかに見えたが、バグリン像に乗り込んだバグハグ大王によって太陽のかけらが破壊され、さらにアイスバグリンによるバグ吹雪が発生。ビットランドは再び氷河期に戻る。3人は大反省の滝の裏にあった暗号を解読し、はちみつ味の海の底にあった緊急避難装置「ポットシップ号」を発見。地下サイバー世界の存在を知り、ビットランドからの一時避難を決断。ポットシップ号は10アイテムまでしか搭載できず、その内セイコー達3人と箱次郎で4アイテムの枠を消費する関係上、6アイテムしか搭載できない事から、地下へ運ぶ6つのアイテムをビッ会で決定し、格納。しかし箱二郎は「生まれ故郷であるビットランドを離れるわけにはいかない」とビッ会で次点だったゆめれおんを代わりに乗せ、ビットランドで氷漬けになる。3人はビットランドの復活と箱二郎との再会を約束し、7つのアイテムとともに地下世界へ旅立つ。
ビットシップ
箱二郎が作った立方体2層型の格納空間。ビットランドの空間を自由に飛びまわれる。壁面は普段は白または透明。
主にこの中でアイデア紹介をする。短文は縦または横に自動スクロールで複数表示可能。長文や画像は六面にそれぞれ表示でき表示を切り替える時は外側が縦軸横軸に回転する。
ポットシップ号
1つのアイデア・人物を1メガとして10メガ（=10アイテム）まで搭載可能な地下避難用転送装置。はちみつ味の海の底に設置されていた。かつて亀王国の滅亡の際、地下世界への通路と共にダグダグによって作られ、箱一郎・ユージン・ミクを地下世界に避難させた。その後もバグハグ大王の脅威から逃れる為にポットシップ号で地下世界を訪れた者が居た様で、地下世界には無数のポットシップ号の化石が放置されていた。最終的にはビットミュージアムにて保管。
セイコー達が地下世界に避難した際はセイコーら3人に加え、ビッ校、勇気製作所、巨大六角形テレビ、電竜・仙竜、ドリル・モグ之助、かめっぷう、ゆめれおんを転送した。
ビットランドの新旧ミックス後、ミクとかめっぷぅがビットエンジンから脱出する際にも使われた。
バグリン
バグハグ大王の部下。ビットランドの建物など、データである"ビット"を喰らう。時折大量発生し周囲を壊滅させる「バグ嵐」という現象を引き起こす。巨大バグ嵐後にビットランドのモニュメントとして、バグリンが近くにいると像の足が動く「バグリン像」が造られたが、バグハグ大王に利用された。
アイスバグリン
物体を凍結させる力を持つ新種のバグリンで、氷河期の原因。通常のバグリンと違いハピリーをも凍らせてしまうため、チビットくんに変化させることはできない。突然大量に現れ、ビットランドのあらゆる施設を氷漬けにする「バグ吹雪」を起こす。

### 2002年度
メンバー
セイコー、ユウコ、アイコ、ユージン、ミク、箱一郎（9月まで）、箱二郎（9月から）
地下世界の様子（一学期）
ビットランドの復活という重要な任務を帯びたセイコー達は地下世界で江戸っ子でアングラ語なるジェスチャーをするユージン、ドリルを使って日夜探検をするミク、地下世界のホストコンピューターである箱一郎と出会う。6人は崩れた壁画から地下世界でビットランドを制御する「ビットエンジン」を探す手がかりを見つけ、連れてきたアイテム達の力で探索を進める。やがて地底湖で冷却水プールの栓をユージンが興味本位で抜きビットエンジンの所までたどり着く。
ビットエンジンはバグバグ大王の手でプログラムを改変され、アイスバグリン製造装置にされており、冷却水を失った事で熱暴走を起こしていた。再起動パスワードの入力はできたものの、ビットエンジンの再起動システムは箱一郎の身を捧げる事（全エネルギーを使い初期化処理を行う事）を要求する。彼が恐怖から拒む中、ついに温度が限界を超え、ビットエンジンの自爆装置が作動してしまう。爆発まで1分を切ると普段から役に立てることが少ない箱一郎は皆を助けるチャンスであると思い、勇気製作所を解凍。勇気をもらい自らを奮い立たせた箱一郎は意を決しビットエンジンのフレームに身を投じる。そして、爆発まで残り2秒の所で自爆装置のカウントダウンは停止した。
ビットエンジンのシステム正常化直後、再起動が始まったがその瞬間、地下世界に溜まっていた熱エネルギーが地下世界の建物もろともチョモランドマウンテンの頂上から大量噴出。バグハグ大王は吹き飛ばされ、氷に覆われていたビットランドは一瞬にして解凍されると共に、地下世界と融合された近未来的な都市へ姿を変えた。
地上に戻ってきたセイコー達は箱二郎を捜す。そして彼らは最後に過ごした思い出写真館で機能停止に陥った箱二郎、ビットエンジンの再起動で力を使い果たした箱一郎を見つける。ミクが見つけてきた不老長寿乾を使えば復活させられるが一つしかない。どちらを復活させるかを問うビッ会を行った。明和電機のよる協力の下に一時的に2機を起動させる。その中、ビット歴史館で彼らの設計図が見つかり、箱一郎と箱二郎が兄弟である事が発覚。お互いの意見を述べ視聴者投票が行われた。結果は箱一郎が206,724票、箱二郎が423,663票となり箱二郎の復活が決定する。箱一郎は弟の為ならと自らビットエンジンで眠りに着いた。
町の様子（二学期）
復活した箱二郎と共にビットランドは再び発展し、ビットシネマやグラシアム、回転高速などの建物や大型アトラクションが建設された。
ある日、かめっぷうが突如失踪し、セイコー達はアフロヘアの謎の探偵・シンに調査を依頼。かめっぷうはベイエリアで監禁されており、そこにはミクのドリルがあった。シンはミクが犯人と断定し、さらに彼女の正体が全てを破壊する悪人クラッシャー・ミクであることを告げる。かめっぷうの失踪事件は解決したものの、ミクとセイコー達の関係には溝が生まれてしまう。さらにユウコ、アイコ、ユージンはシンの秘密の部屋に招待され、謎のディスコで洗脳されてしまう。
シンを疑うミクは探偵事務所に忍び込み、シンがアフロのカツラを外し、頭の中で彼を操縦するバグハグ大王を目撃する。しかし、誰も信じてくれず、ミクはビットランドを去ってしまう。その後、セイコーはシンに捕らえられるが、謎の水晶玉の声を聴き、ビットランドに帰還したミクとかめっぷうの活躍でユウコ・アイコ・ユージンは正気に戻り、5人は和解する。謎の水晶玉の声の主はかつて数百年前にビットランドに存在し、バグハグ大王によって滅ぼされた亀王朝の六賢人のものであった。ユージンとミクは昔の記憶を取り戻し、ユージンは六賢人の唯一の生き残りであること、ミクは亀王朝の平和の象徴であったプリンセス・ミクであることが明らかになる。
一方、シンはバグリン軍団に総攻撃の指令を出し、ビットランドはバグリンに占拠されてしまう。シンは一連の事件が「セイコー達の友情を破壊するためのでっち上げである」と明かし、さらにセイコー達に危機を叫びつつも相手にされずバグリンに侵食された箱二郎を見せる。セイコー達は敗北を認めざるを得ず、ビットランドは陥落。バグハグ大王とバグリン軍団によるディストピア・バグランドに姿を変えてしまった。
5人は表向きにはバグハグ大王に従うが、水面下ではレジスタンスとしてビットランドを元に戻す方法を考えていた。ある日、セイコー達は5人と住民代表の子供達と共に緊急総決起集会を行う。六賢人は箱一郎とかめっぷうを合体させた最終兵器「スーパーウェポン（通称スッポン）」でバグハグ大王を倒せると助言。ここで謎の水晶玉は力を使い果たし、六賢人の助言は途切れる。明和電機の協力により箱一郎はエネルギーを完全供給されて復活、スッポン発動の準備は整う。しかし、バグハグ大王に侵食された箱二郎によればスッポンの発動はバグハグ大王を倒すだけでなく、ビットランドやセイコー達の記憶をも全て消滅させるリセットを意味していた。セイコー達は住民にスッポン発動の是非を問い、電話投票も含めた大投票の末、賛成が558,956票、反対が206,090票でリセットが決定。セイコーは仲間との新たな世界での再会を信じ、スッポンの起動スイッチを押す。
町の様子（三学期）
スッポンによるリセットが行われビットランドは砂漠と化したが、セイコーとユージンは記憶を失わず、かめ家（居酒屋）、グラシアムもリセットされず残されていた。
二人でアイデア紹介を続けるが、スッポンが再起動。セイコーとユージンがかめ家と共に消滅。ビットランドは完全リセットされた。
地下サイバー世界
亀王朝のプリンセス・ミクと六賢人の一人ユージンが亀王朝滅亡の危機から逃れるために避難した場所。もともと全体が赤一面だったが、後に花びら模様に変更された。
ちなみにビットランドは地上と地下で重力が逆の関係になっている。従って地上世界の一番高い所は地下世界では一番低い所になる。実際、ビットエンジンが隠されている地底湖の底はチョモランドマウンテンの頂上に当たる。
ビットエンジン
ビットランドの温度調節機能だけでなく電力も賄っている。同時にこれが無いとビットランド自体の空間を格納できない。当初はチョモランドマウンテンの内部（地下空間の更に地下にあたる部分）にあり、エンジン再起動後はビットランドの中央に、ミックス解凍後はチョモランドマウンテンの頂上にある。
不老長寿乾
"※ホストコンピュータなどにご使用ください"と書いてある。CPU専用永久電池。当初は1個しかなかったが、後に箱一郎のために緊急用のものが製作された。

### 2003年度
メンバー
セイコー、ユウコ、アイコウ（初回だけ表記は「アイコー」。9月以降は元のアイコ）、ユージン、リットル王子（4月から10月まで）、シンヤ、ミク（9月から3月まで）
町の様子（一学期）
ビットランドの完全リセットからほどなく、幼少からビットランドに憧れていたチョビット自治国のリットル王子とその執事・シンヤがやってくる。データの破片のみと化したビットランドに一度は落胆するリットルだったが、自らビットランドを創り出す事を決意。ビット見聞録を基にデータの破片をかき集めて新しいビットランドを創る。だが、シンヤだけでは心もとないと考えたリットルはリアルワールドから仲間を集めることにした。
一方、セイコー達はリセットのショックでそれまでビットランドで過ごした記憶を失い、リアルワールドで一般人の家族として生活していたが、リットル王子からのメールに誘われて再びビットランドにやってくる。この時点でセイコー達は家族としての記憶も失われ、再び初対面という形で対面した。リットル王子の指揮でセイコー達はビットランドをアミューズメントパークにすべく奮闘。しかし、リットル達が造ったビットランドは5匹の電気ウナギによる電力供給で稼働しており、巨大アトラクション建設により電力不足に陥る。それを補う為に自転車発電をセイコー達にやらせていたシンヤだったが、ウナギ4匹を4人が食べてしまい、ビットランドの電力不足は深刻化する。
シンヤが小遣い稼ぎで始めた骨董品ガチャガチャマシーンをユウコとアイコウがやった所、謎の円盤（データのかけら）が出てくる。さらにシンヤがマシンの中を覗くと石盤（暗号解読器）が落ちてきた。石盤とデータのかけらを合わせてみるとかつての仲間である箱二郎のホログラムが映し出された。箱二郎はリセット前、バグハグ大王の脅威にビットランドが晒され、滅亡した時の為にバックアップデータを石盤に残していた。データを解凍すればビットランドは復活するが、データ解凍にはさらなる電力が必要だった。これらの電力不足を解決する為、シンヤとリットル王子が近隣のサイバー空間を検索した所、膨大なエネルギーを持ったエネルギー体が一定の軌道で移動し近付いていた。そこで交信を行うとクロスワード形式の暗号が送られてきた。
町の様子（二学期）
電力不足が悪化し、空中分解の危機に陥るビットランド。その中、視聴者が暗号解読に成功し、エネルギー体を呼び寄せる事に成功。エネルギー体はビットランドに激突してしまうが、エネルギー体から電力を供給され、ビットランドの崩壊は間一髪で免れた。
エネルギーの安定により箱二郎ホログラムが再起動し、王子が新旧ビットランドの「データミックス」を選択するとビットランドが空中分解。飛び散ったデータの破片はリセット以前の建物に変換され、地面に突き刺さる形で新たなビットランドが誕生した。同時にセイコー達の記憶も戻り、リセットの影響を受けていたアイコも性別が元に戻った。呼び寄せたエネルギー体の正体はビットエンジンで、チョモランドマウンテンの頂上に鎮座したエンジンからポットシップ号がセイコー達の近くに落下する。その中からはミクとかめっぷうが現れ、再会を果たす。王子とシンヤは呼び寄せたセイコー達がビットランドの開拓者だったとは知らず驚愕していたが、セイコー達から「これからは王子とシンヤも一緒に盛り上げて行こう」と誘われ、迷わず快諾する。しかし、ビットランドの復活という夢をかなえたリットルは、体調不良を訴える父の跡を継ぐために帰国することに。
リットル王子が飛び立った跡地に巨大な穴が出現。穴の中に降りてみると謎の扉を発見。一方、ビッ校の音楽室で謎の溝の入ったコップが発見され、相談を受けたビットール・オカダはこれを一種のレコードと推理し、手作り蓄音機で再生すると「ウサギとカメ」が流れ、扉が開いた。その扉は全国民が仮面を付けて暮らしている謎の王国・ユメール王国に続いており、そこで国を治めるユメール国王とホストコンピューターのハコDOSに出会う。
ユメール王国では国民が悪夢にうなされる謎のスリープモードにより睡眠時間が20時間に伸びていた。ミク達はアイデアでなんとかスリープモードを解決しようと試るが、そんなミク達に感謝した国王は王国の守り神である虹色の夢神様に会わせてくれる事になった。その夢神様とはかつてビットランドにいたゆめれおんであり、その名を聞いた国王の脳裏に何かが呼び覚まされた。
国民の平均睡眠時間がさらに1時間も増え、街の中の工場や学校が正常に機能しない状態に陥り、3週間後には24時間フル睡眠状態に突入してしまう事が判明。さらにユージンにまでスリープモードの影響が及んでしまう。そして3週間後、いびきと歯ぎしりでできた雷で街が破壊されていく中、ミク達も眠りも落ちてしまい、ユメール王国は24時間フル睡眠状態に突入。その直後、ユメール王国で一儲けを企んだシンヤが大量生産した臭い匂い付き靴下をセイコーが扉に投げ入れる事で国中に靴下が散乱。全員が悪臭に耐え切れず目を覚まし、スリープモードは解決した。
町の様子（三学期）
スリープモードは解決したが、リセットと共に消えたはずのバグハグ大王がユメール王国に出現。スリープモード問題はバグハグ大王がゆめれおんをハッキングした為に引き起こされていたのだ。
そんな中、ユージンがユメール国王の素顔を見て、その正体を知る。彼はかつての親友で、亀王国の裏切り者であったサイバー空間の流れ者・ダグダグであった。その事を国王に伝えると彼は亀王朝時代の記憶を取り戻し、ユージンとミクに正体を明かす。そしてスッポンによるリセットを諦めてミク達を地下世界に送った事、本当の継承者に国を返さなければならないと亀王国のプリンセスであったミクに告げた。ビットランドで普通に生きるか、ユメール王国で女王として生きるかで悩んだミクだったが、ユメール王国がバグ嵐で消滅するという予知夢をゆめれおんに見せられ、ユメール王国に残る事を決意した。
その頃、ユメール王国への扉が突然閉まり、ビットランドへの道が絶たれてしまう。戻ろうとしていたシンヤは閉じかけた扉の前でつまずき、ホイットスティックだけが扉を越えてしまい、シンヤはユメール王国に取り残されてしまう。扉が閉じた後、消滅し始めるホイットスティックを見たセイコーはシンヤが以前、過去にタイムスリップした（二学期に放送された2002年度までの総集編となる90分スペシャル）ことを思い出し、ビット歴史館に向かう。そこで見たのはユメール国民の前でミクが女王に即位し、バグハグ大王との戦争の決意をしている所だった。その時、箱二郎SOSタイプは「随分古い時代にタイムスリップしましたね」と呟く。箱二郎の話によるとユメール王国は亀王国の次の時代であり、王国はまもなくバグ嵐で滅亡するという。
ユージンはミクを救う為、ビット歴史館のデータピラミッドからユメール王国にアクセスする。一方、ユメール王国ではバグ嵐が発生していた。ミク達はユージンが持って来た対策アイテム「バグ嵐専用ブラックホール」でバグリン達を時空の穴に放り込みつつ夢神様の森に避難するが、そこにバグハグ大王が現れる。シンヤとユージンはバグ嵐専用ブラックホールの暴発で時空の穴に落ちてしまうが、ゆめれおんがバグハグ大王を眠らせている隙にミクは対策アイテム「嵐なし!ドリームドーム」を発動。バグハグ大王は王国を覆った七色のドームで弾かれ、遥か彼方へ飛ばされた。
一方、ユージンとシンヤは時空の穴を抜けてビットランドに戻ってくる。だが、箱二郎はセイコー達に「ユメール王国の記憶データ更新とユメール王国へのアクセス不能」を告げた。ドリームドームはバグハグ大王を追い出して王国を滅亡から救ったが、それは外からの悪意の無いアクセスすら全て拒否する事を意味しており、セイコー達とミクはもう二度と会えないという。長き間の親友であったミクを失い、悲しみに暮れたユージンが扉に向かうとそこにはミクのドリルが刻まれ、固く閉ざされていた。ユージンは扉の鍵である蓄音器を見つけ再生するが、ウサギとカメは流れず、代わりにミクの声でビットランドの仲間への別れの言葉、自身が女王として元気にやっているという報告、ユージンへの感謝の言葉があった。ユージンはミクからのメッセージを聞き、涙をこぼした。
巨大なエネルギー体
ビットエンジンの事である。ビットランドが電力不足で復活ができなくなってしまった為、サイバー空間をさまようエネルギー体を呼び寄せた。中には記憶を失わなかったミクとかめっぷうがコールドスリープしていた。
解凍と合成について
箱二郎ホログラムによるプログラムには「上書き」（昔のビットランドをそのまま復活させる）、「ミックス」（昔と現在のビットランドを融合させる）、「解凍中止」の3つがあり、「ミックス」を実行。容量が大きいのとミックス機能でのデザインの変化により完全に解凍が完了するまでかなりの時間がかかる。
ビットモバイル
2学期（ビットランドミックス後）から登場した腕時計型の通信機。ミックス解凍時にセイコー、ユウコ、アイコ、ユージンの腕につけられ、後にミク、シンヤ、アブッチ、リオも同型の装置を手にしている。この装置はビットランド中の建物をスライディングブロックパズルの要領で使用者の現在地に呼び出すことができる。ただし、移動終了の際に若干の揺れを伴う。そのほかアイデアの解凍、メンバー同士のTV電話、後述のジョブラウザーの起動、操作にもつかわれる。2004年度からは建物の管理者・エリアを決めたので建物移動は行われなくなった（コマンド自体は存在する）。自身の通信機・携帯を所持するイトッチやケメコなどこの装置を使わないメンバーもいる他、シンヤは一時ホイットスティックをビットモバイル代わりに使用していた。

### 2004年度
メンバー
セイコー、ユウコ、アイコ、ユージン、シンヤ
町の様子（一学期）
ミクとの別れの後、久しぶりに平和になったビットランドでセイコー達は暇をもてあましていた。ユージンはビット歴史館でこれからのビットランドについて会議しようとセイコー達を待っていたものの、4人はその約束をすっぽかしてトランプで遊んでいた。その時、突如ビットランドの南西で砂漠化が発生。さらには建物に悪影響が起こり、セイコー達は犯人が誰かと調べようとするが、ユージンが「犯人は自分達全員である」と告げる。ビットランドが砂漠化したのはセイコー達がビットランドに飽き、「愛」がなかった事が原因だったのだ。セイコー達は各建物の管理者を作り、エリアを定める。そして仕事アイデアで再びビットランドは発展の道をたどる。
ある日、ユウコの家に三つの卵がワープしてくる。ユウコはその卵が受精卵である事を知り、「ママ屋」なる仕事を始め、彼らを育成する事に。それを見て羨ましくなったアイコ、金儲けを企むシンヤが一つずつ卵を譲り受ける。まもなく卵は孵り、生まれた生物はそれぞれコッコ、ピッピ、キンタローと命名される。
三匹はすくすく成長するが、夏休み前になって食欲不振に陥り、ついにはビットエンジンで蛹になってしまう。セイコー達は成長した三匹に期待をかけ、彼らを地上から見守る。
町の様子（二学期）
ビットエンジンで蛹となった三匹の内、コッコの蛹にヒビが入り、今にも出ようとしていた。しかし、間近で監視していたユウコが転寝をしてしまい、その隙に蛹から孵ったコッコが失踪。ビットランド中を捜索した末、ママ屋の屋根の上で成長したコッコを発見。その後もピッピとキンタローも蛹から孵る。
ある日、森屋を手伝うビットモンが気になり、セイコーとシンヤは導かれるままにおそろしの森に入り、ビットモンのアイデアを解凍するビットモン神殿にたどり着く。その後、ユージンのエリアであるロン毛町でロン毛町祭りが開催された。
町の様子（三学期）
ビットランドに観光客を自称する謎の男「カネコノミヤ・タカトシーニ・デル・カネーロ」が現れる。彼の正体はサイバー生物保護局の係官で1年ほど前にトラブルでビットランドにワープさせてしまったペット達を回収しに来た。コッコ達は「ハングリオーネ・タベリオン」というサイバー生物であり、成長すると何でも食べつくしてしまうという。ビットランドがあちこち食べ尽くされてしまう危険性がある為、カネーロは3匹を保護するがユウコ達に拒まれる。カネーロは彼らの意地に負け、コッコ達に異常な食欲を抑制する装置を取り付けるが、無理やり食欲をおさえられたコッコ達の顔には、前の様な笑顔が全く見られなくなり、ユウコはコッコ達が本来の姿でのびのびと成長することを望み、別れを決意。コッコ達はサイバー生物保護エリア914Bに送られる事になった。別れの前、コッコ、ピッピは涙を流し、キンタローは「サヨナラ」の文字を映すのだった。
ジョブラウザー
正式名称「ジョビ・ジョバ・ジョブラウザー」。2004年度から登場したビットモバイルの最新ソフト。「○○ and ●●」や「○○ or ●●」などのキーワードを入力すると、送られてきた職業アイデアの中から直面している問題に合う職業を検索する。また、メンバーの中で誰が一番相性が良いかのランキングも表示される。
ハングリオーネ・タベリオン（Hungryorne Tabelion）
コッコ、ピッピ、キンタローら3匹の種族名。人の頭ほどの大きさでサイバー生物保護局によって絶滅危惧種に指定されている。卵から生まれ、数か月で幼体、蛹を経て成体に成長する。成体は羽を持ち、飛行することも可能で大人一人を持ち上げられる力を持つ。
感情は豊かで人の言葉を話すことはできないが理解は出来、キンタローの様に文字を用いて意思疎通する事も可能。幼体はほぼ同じ姿形だが、成体は個体によって千差万別である。カネーロによれば成長の環境（餌や運動量など）によって成体の特徴も変わるようである。
最大の特徴が生後から10か月が経過すると異常な食欲を発揮し、様々なものを食べつくしてしまうという点である。この事もあり、サイバー生物保護局ではハングリオーネ・タベリオン専用の保護エリア「914B」で保護している。なお、頭部に専用の装置を付ける事で異常な食欲を抑制できるが、副作用として元気が失われるという欠点がある。

### 2005年度
メンバー
セイコー、シンヤ、イトッチ、アブッチ、RIO（二学期より）
町の様子（一学期）
ペットと涙をのんで別れたセイコー達。しかし、ユウコ、アイコ、ユージンはエリア914Bにいるコッコ達を心配しビットランドを旅立つ。シンヤもペットとのビデオを見ながらセイコーの家の掃除を手伝っていたが突然、セイコーの家が爆発、全壊してしまう。その直後、謎のセールスマン・イトッチとアブッチがインスタントキューブを訪問販売しにきたが、勢いでシンヤがサインした契約書には小さな文字で「100個のインスタントキューブ」を販売した事になっていた。イトッチ、アブッチの正体は不動産会社「キューブドア」の社員であり、彼女らのミスでセイコーの家が爆発した事、ノルマを達成する為に詐欺を働いたことが明らかになる。
2人は不正により社長からクビを宣告されるが、セイコーは彼女らを許し、ビットランドでの居住とキューブ販売の手伝いを約束する。その後、セイコーの家の跡地に不動産会社・ビットハウジングが建てられ、サイバー空間中から沢山のお客がビットランドを訪れる。やがて超能力を持つサイバー工科大学（CIT）建築課16年生の学生アンガー・タナカとルーズ・ヤマネが余ったインスタントキューブでビットタワーを建設し、ビットランドのキューブを全て使い果たすが、後の事を心配したイトッチはキューブドア社への復帰を社長と交渉し、彼は「あるキューブを探す事」を条件に復帰を約束する。
一方、シンヤの購入したインスタントキューブに居候していたセイコーは自分の家の事で怒りが爆発。未使用のキューブを求めてビットランド中を捜索した末、おそろしの森でキューブを発見する。
その後、ビットランドに熱湯入りやかんによる熱湯性低気圧が接近し、セイコーの家になるはずだったキューブも熱湯入りやかんのせいで爆発してしまう。しかも、大量のやかんがビットタワーに向かっており、キューブでできているタワーに熱湯が注げば相当な被害は避けられない。セイコー達はビットモンと共にやかんを打ち返すが、まもなくして打ち返す事が到底できない巨大なやかんが接近。万事休すと思いきや白い光と共にやかんは消滅。その後には記憶を無くした謎の少女が倒れていた。
町の様子（二学期）
記憶を失った謎の少女・RIO。彼女はビットモンと心を通じ合わせ、会話をすることができた。一方、セイコーはビット歴史館でキューブに似た物体を見つけ、自分の家にしてしまう。社長は謎のキューブの監視を続ける様にとイトッチに命じる。熱湯性低気圧がビットランドを襲う中、シンヤとセイコーが自ら低気圧に乗り込み、熱湯性低気圧を消滅させる。しかし、その直後に巨大やかんの熱湯がセイコーの家にかかり、セイコー達にも降りかかるが、RIOは不思議な力で熱湯をはちみつ味の海に注ぎ、その場に倒れる。一方でセイコーの家は熱湯がかかってもなお破裂しなかった。
直後、セイコーが高所恐怖症にも関わらずバンジージャンプしたり、ラーメンをバカ食いしたりと精神に異常をきたす様になる。さらにセイコーがビッ校で思いついたアクアビットモンのアイデアが大量に実体化する。RIOの活躍で彼らの暴走は止まるが、RIOは謎を説く為にはちみつ味の海へに赴く。そして謎の現象が続き、ついにアブッチの命も危うくなった時、イトッチは真実を語ろうとする。その時現れたのはイトッチとアブッチがボスと呼ぶ男でありキューブドア社の社長であるジャン・ピエール・タッキーニだった。ピエールはセイコーのキューブハウスを「試作途中で生まれた不良品」と説明し、手のひらサイズに戻して回収する。その頃、RIOの乗る潜水艦は岩盤に激突し、RIOはその時のショックで記憶を取り戻し、地上に戻る。
町の様子（三学期）
セイコーのキューブハウスを回収したピエールはイトッチとの約束を反故にしてビットランドを立ち去ろうとするが、そこに全てを思い出したRIOが現れ、セイコー達に自身がピエール社長の娘である事、ピエールが回収したキューブの正体を明かす。父の仕事を手伝いたい一心で水をコントロールする練習をしていたRIOはある日、「マスターキューブ」と呼ばれるサイバー空間の命の源の存在とサイバー空間征服を企む父親の裏の顔を知ってしまう。そして彼の野望を阻止するために次の標的であったビットランドにやってきたのだ。
ついに本性を現したピエールはマスターキューブを奪うべく、社長メカを操縦してセイコーたちに襲い掛かる。RIOはなおも説得しようとするが、RIOの正体はマスターキューブを奪う為に作られたロボットであり、本当の名前はアール・テン（R-10）である事を告げる。さらに社長はポケットからRIOの起動スイッチを取り出し、スイッチをオフ。RIOは機能を停止してしまった。その時、ユウコ、アイコ、ユージンを乗せたサイバー生物保護局のトラックが現れ、社長メカのレーザー砲を暴発させる。ユウコ達に助けられたセイコー達だが、ピエールが手中に収めたマスターキューブを掲げると悪しき力がビットランドを覆い、ビットエンジン以外の全てを機能停止させてしまう。僅かにエネルギーが残されているビットエンジンに避難したセイコー達は絶望の中でユージンの励ましを受け、愛のエネルギーをビットエンジンに充填し、ビットランドを復活させる計画を立てる。さらにシンヤはRIOのリモコンを社長の手から盗むことを提案。事件に対して責任を感じていたイトッチも同行し、ビットランドに転送されたキューブドア本社ビル内の社長室に向かう。
一方、ピエールはビットランドの完全リセットを目論むが、その悪しき心によりマスターキューブから変化した巨大なバグハグ大王によって窮地に立たされる。その中、RIOはアブッチの簡易起動装置により一時的に起動。絶対安静であるにも拘らず水の球でビルから落ちたピエールとシンヤ達を助けると力尽きて完全に機能停止してしまった。直後、彼女の愛が詰まった水滴でエネルギーが満タンになったビットエンジンによりビットランドは浄化され、バグハグ大王も消え去っていく。そしてビットキングに変化したマスターキューブにより目覚めたRIOは父と和解したのだった。
インスタントキューブ
一定量の熱湯を注ぐ事により手のひらサイズ（2センチメートル立法）から膨らみ完成する4メートル立法の家でキューブドア社の主力商品。作中ではキューブハウスとも呼称され、イトッチによれば依頼主が内装を完全にカスタマイズできる事が売り。イトッチは100個のインスタントキューブをビットランドに持ち込んでいた。極端に注ぎ過ぎ、限度を超えると爆発を起こす。また、社長が所持する冷却マシンガンで手のひらサイズに戻す事ができる。
RIOによればインスタントキューブはマスターキューブを奪う道具であり、実際に社長の意のままに操ることが出来たり、RIOの回想ではマスターキューブの能力を増幅させる効果があることが示唆されている。残ったキューブは最終的には社長メカに使用、セイコーたちによって破壊されたためビットランドのインスタントキューブは全てなくなった。
熱湯性低気圧
サイバー空間の気象の1つ。熱湯の入ったやかんの大群が飛んでいるため、インスタントキューブの天敵である。また、RIOが発生させたことから、人工的に起こすことができる模様。中心に巨大なやかんがあり、これを冷却することで低気圧は消滅するが、やかん自体は残るため、注意が必要。
マスターキューブ
サイバー空間の命の源で、思い描いたことをすべて実現させることができる。社長はさまざまな場所からこれを奪い、その空間を滅ぼしていった。ビットランドのマスターキューブはビット歴史館のユメール王朝のデータピラミッド前に静置されていた。
通常時は単なる手のひらサイズのキューブだが時には破壊の限りを尽くすバグハグ大王に、時には幸福をもたらすビットキングに変化する。
インスタントキューブにとても似ていて、お湯をかけると同様に膨らむが、かけ過ぎによる破裂は起こらない。中に住むことはできるが、心身共に異常をきたす。内装は、外からは見えない透明の壁である。

### 2006年度
メンバー
セイコー、シンヤ、イトッチ、アブッチ、リオ、ケメコ
町の様子（一学期）
突如、シンヤの畑から謎の少女・ケメコが現れ、いきなりセイコー達を叱り始めた。ケメコはビットランドはかつてアイデアを実現する国だったがやがて幾度となく襲う危機との戦いに明け暮れた結果、ほとんどアイデア紹介が少なくなっていると説く。セイコーはかつて仲間と共にビットランドを発展させてきた事を思い出し、初心に帰ってアイデア紹介に励む。
アイデア紹介を進める中、ケメコが「アイデア1000個紹介をしないと故郷に帰れない」という事実が明かされ、セイコー達は快く協力する。さらにイトッチに憑依したあのお方なる謎の人物がケメコに接触する。
町の様子（二学期）
はっぱ人との交流を経て順調にアイデアを紹介するが、途中集計から3月までに1000個紹介に間に合わない事が判明し、ケメコがショックによって度々フリーズしてしまう。
町の様子（三学期）
ケメコのフリーズが解け、ついにケメコがビットランドに来た目的が明かされる。かつてケメコは故郷のメケメケランドの守り神「エリン木様」を世話するマッシュガールであったが、彼氏とのデートを優先させて仕事をさぼってしまい、罰として姿を変えられ、ビットランドでのアイデア1000個集めを命じられたのだった。
「あのお方」がセイコー達に憑依して現れたり、ケメコが失恋しまったりといろいろあったもののアイデア紹介を続けていく。しかし目標達成を目前にして、さかさまレストランでの妙な足音、シンヤの植物が消える、ビットモンとビット人が集団移動など事件が多発。それらは全てチョモランドマウンテンに向かっていた。950個を超えた時、ビットランドが空間収縮を始める。ビット歴史館は傾き、チョモランドマウンテン頂上のビットエンジンは天に潰され壊れてしまう。そして地盤は急激な収縮の影響で上昇や下降を起こしていた。
セイコー達はアイデア1000個紹介が遅れた事が収縮の原因であり、1000個紹介を達成すれば元に戻ると推測。ビットランドが危機に直面している事を知ったユウコ、アイコ、ユージンが駆けつけ、アイデア紹介を協力してくれる事に。空間収縮の影響によりはちみつ味の海も涸れてしまい、アクアビットモン達の命も危うかった事から、セイコー達は行き場を失ったビットモンをシンヤの故郷・チョビット自治国に避難させる事を決意。シンヤをリーダーとして輸送計画は成功するが、帰還中に謎の物体の衝突に遭い、行方不明になってしまう。
997個目のアイデアを紹介した所でビットランドは2メートル立方ほどにまで収縮。さらに最後の1個を紹介しようとした所でハガキまでが小さくなってしまい、読めなくなってしまう。最早これまでと諦めかけたセイコー達だったが、その時、無事だったシンヤが1000個目のアイデアを紹介する。記念すべき1000個目のアイデアは寒いダジャレだったが、カウンターはきちんと1000個のアイデア紹介を達成した事を示す。収縮も止まり、セイコー達は救われたかに思われた。
その直後、目標達成を称えるかの様にエリン木様が現れ、自身が得たアイデア1000個のエネルギーをビットランドに注ぐ。するとビットランドは急激に収縮し、新たなサイバー空間を創る大爆発「ビット・バン」が発生。キューブ状になったセイコー達は吹っ飛ばされてしまう。そしてセイコーは走馬灯のように消えてゆくビットランドでの6年間の思い出を目撃し、気を失う。
そして目覚めてみるとセイコーは無数のドアが並ぶ真っ白な空間に立っていた。ドアを開けるとそこには仲間達がそれぞれ新しい世界で成功を収める姿が見える。暫くするとドアは閉じて二度と開くことは無かった。セイコーは状況が掴めないまま、仲間との突然の別れに呆然と立ち尽くす。その時、ケメコの声が聞こえる。ケメコはアイデア1000個紹介を達成したのに元の姿に戻してもらえず、1年間の努力が水の泡になってしまったと嘆く。
声を辿ってやって来たセイコーの「ここはどこか」という問いに、あのお方は「ここははじまりである」と答え、ビットランドは既にサイバー空間には存在しないと語る。アイデア1000個紹介を達成した事でビットランドは消え、バージョンアップを遂げてサイバー空間内の新世界「ビットワールド」が誕生したのだ。そしてこの生まれ変わった世界でさらに多くのアイデアをケメコと共に実現していくのがセイコーの宿命だという。そして、セイコーはあのお方の掛け声で形作られた見たこともない、新たな世界で生きていく事を決意したのだった。
2007年度以降はビットワールドの頁を参照。

### 過去
メンバー
六賢人、プリンセスミク、箱一郎、ダグダグ
町の様子（亀王朝時代）
数百年前のビットランドには亀王朝が存在し、ユージンら六賢人とプリンセスのミクが政治を行っていた。
バグハグ大王の脅威に晒された時、六賢人は箱一郎とかめっぷうを合体させた最終兵器「スッポン」で対抗しようとする。しかし、かめっぷうはバグハグ大王に誘拐されていた。
サイバー空間の流れ者・ダグダグはかめっぷうを取り戻そうとバグハグ大王の下に向かうが、途中でゆめれおんに出会い、六賢人が掌握できていなかった全てをリセットしてしまう「スッポン」の恐ろしい力を知らされる。
ダグダグはかめっぷうを捜す事を断念し、地下世界への通路を作った。バグ嵐の前日に彼はミク達に「かめっぷうを見つけた」と嘘をつき、ポットシップ号に乗せ、地下世界に避難させた。彼はミクがもう一度亀王国を復活させる可能性にかけ、あえて裏切り者となったのだった。
町の様子（ユメール王朝時代）
亀王国はバグ嵐によって壊滅。その後、ダグダグは虹色の夢神様ことゆめれおんの導きで生き残った人々とユメール王国を造り、発展させてきた。
その後、国王となったダグダグは未来からタイムスリップしてきたミク、ユージンと再会するが、2人の事を忘れており、国民がスリープモードに陥って国政が成り立たなくなっている事を訴える。
スリープモード解消後もバグハグ大王が現れ、国はバグ嵐の脅威に晒される。対策案を練っている間にダグダグはユージンの呼びかけで昔の記憶を取り戻し、彼は裏切り者となった真意を語る。しかし、過去の記憶が戻った今、彼は「真の継承者にこの国を返す時がきたのでは」と考え、ミクにユメール王国の女王になってほしい事を伝えた。
迷うミクにゆめれおんは「ミクが去った後、バグ嵐によって滅亡していくユメール王国」を見せ、決意を促す。女王となったミクはユージンの協力もあってユメール王国を救い、滅亡の未来を変えたのだった。

## コーナー

### 2001年度
BIT TECH（ - 2005年度）
ビットランドを発展させるため、音楽家やデザイナー、シェフ・パティシエやさまざまな職人さんなど様々なプロから根本的部分から技術を学ぶコーナー。
ビッ会（2001年度 – 2002年度、2004年度）
ビットランドにおけるあらゆる問題や企画をインターネット掲示板や電話を通して視聴者と討論しあう。生放送の際にはスタジオに一般参加者を招くこともあった。
2004年6月以降は開催されておらず、その2年後に番組自体が終了となったが、2013年5月17日のビットワールドにて9年ぶりに生放送で行われた。

### 2002年度
アイデアバトル
ユウコ・アイコチームとユージン・ミクチームに分かれてアイデアを紹介し、どちらのアイデアを実現するかをプレゼンし合う。どちらにするかはセイコーの独断と偏見で決定する。2001年度は紹介されたアイデアのほとんどが実現されていたが、2002年度はこのアイデアバトルで勝利したアイデアだけが実現していた。ユージン・ミクチームの方がプレゼンが上手く、勝率も高かった。
B-Label（ - 2004年度）
The Bittlesや出演者などで構成される独自のユニットで音楽を放送するコーナー。
真剣40代だべり場
ビットモンやグラモンのコーナーにアイデアとして送られてきたものの、意味不明、絵が下手などの理由により没になってしまったハガキを鑑賞するコーナー。ちょっと疲れた40代が視聴者のはがきに癒しを求め居酒屋に集うという設定。NHKの『真剣10代しゃべり場』のパロディ。
後継のコーナーとして"だべりBAR"（2003年度）や"ほめ屋"（2004年度）がある。
グラモンバトル（2002年9月 - 2005年3月、以後不定期）
グラディエイターモンスター（graduater monster）、略してグラモンを使いバトルする。ルールはラクガキ王国の項も参照。プレイヤーは番組中で「グラモンファイター」と呼称される。
グラモンはこうげきタイプ、まほうタイプ、バリアタイプの3つに分類され、能力値にはHP、PP、攻撃力、防御力、すばやさ、運がある。
- こうげきタイプ：攻撃力が高く、その攻撃はチャージなしで大ダメージを与える。
- まほうタイプ：きぜつ魔法やあいこ封じなど、多彩な魔法を持つ。相手の魔法をバリアで返すと、相手が使った魔法の消費PPを吸収する。
- バリアタイプ：攻撃力は低いが、防御力は高い。バリア攻撃の威力が他のタイプに比べ高い。相手の魔法をバリアで返すと、相手が使った魔法の効果まではね返す（例えば、こんらん魔法をはね返した場合、相手が混乱する）。

プレイヤーは各ターンでこうげき、まほう、バリア、チャージからいずれかのアクションを選ぶ。なお続けて同じアクションを選ぶことはできない。なお双方が同じアクションを選択した場合は共にアクションが可能である。
- こうげき：まほうのダメージを受けるが、バリアを破る。グラモンの形状により、角で突く攻撃や噛みつく攻撃がある。
- まほう：バリアにはね返されるが、こうげきに打ち勝つ。混乱魔法やまひ魔法など相手を正常に行動させなくする。使う際にPPというポイントを消費する。ラクガキ王国シリーズではPPが0になるとまほうワザが選べなくなるが、番組中ではPPはあまり重要視されない。
- バリア：こうげきは破られるが、まほうをはね返すことができる。単体攻撃としては攻撃や魔法に比べ威力が低いが、バリアタイプに限ってはバリア攻撃の方が強い。
- チャージ：HPを少し回復するが使ったターンの相手のこうげき、まほう、バリアいずれのダメージも受ける。次のターン、相手に与えるダメージが約2倍になる他、全ての行動がとれる。第1ターンでは使えない。

対戦は基本的にレギュラーメンバー同士で行い、誰がどのグラモンを担当するかは決まっていない（ただし、明らかに特定のメンバーを模したグラモンだった場合はそのメンバーが操作する）。生身の人間だけでなく、箱二郎やリットル王子・シンといったキャラクターもグラモンファイターとして参戦している（誰が操作していたかは不明）。特番ではメンバーやゲストが自ら作ったグラモンで参戦することもある。3回ほど優秀な成績を上げたグラモンの作成者を招いてグランドチャンピオン大会が行われており、その大会中は各グラモンの作成者が自分自身のグラモンで対決する。

### 2003年度
発見！冒険！食べ合わせ選手権
新たな食の地平線を求め、様々な食べ合わせにより全く異なる食べ物の味を生み出すコーナー。高級感も求めている。進行は2003年度1学期はユージン、2003年度2学期～2004年度はアイコ、2005～2006年度はイトッチ、最終回ではユウコとアイコが担当。
進行役の合図で試食を行い、試食している人はその食べ合わせ料理が一体何の食べ物の味を再現しているか、あるいは味を提示されたうえで材料を回答する。2003年度、2004年度は加えてコーナーの最後にさかさまレストランのメニューに採用するかの是非を試食者に問う。
初期の頃は、温めた牛乳とたくあんでコーンスープになる「たくあんスープ」やバナナと牛乳と茹でたニラでメロンジュースになる「もうメロメロンケーキ」など優秀なアイデアがあった一方、「ぶうチース」や「イカにもナタデココ」などセイコー達を悶絶させるアイデアもあった。たまりかねたシンヤが「ハガキを送る前に、一回家で実験してくれ」、「俺達ゃ実験動物じゃねえぞ」と訴えるほどであった。しかし、その訴えもむなしく後期になってもとんでもないアイデアが続出した（2006年度の「企画会議室」ではこの理由のために一時コーナーを休止していたことが明らかになっている）。のちにプロの料理人に対し「ぶぅチース」などのダメなアイデアを持ち込み、アレンジしておいしくしてもらうという企画も行われた。
びびっと！BITショッピング
ビットランドオリジナルのグッズを紹介するコーナー。司会はシンヤ、アシスタントはユージン。ここで紹介されたグッズは実際にビットポイントを使って手に入れることができる（ビットポイントとは2003年度から始まったシステムでアイデアを採用された人に贈られるポイント券）。
だべりBAR
シンヤがバーテンダーを勤める。「真剣40代だべり場」同様、視聴者のはがきを酒に酔いつつ褒める。
ユウコとアイコのおしえてセンパイ（ - 2004年度）
視聴者の悩み(主に恋の悩み)にユウコとアイコ、そして恋の達人(自称)であるユージン子先輩が答えてくれる。
ビットランドうきうき法典
毎日をハッピーに過ごすための心得を紹介。採用されると2004年度のカレンダーに掲載される。

### 2004年度
ホメ屋→ホメ屋Z
担当はセイコーと主にユージン。「真剣40代だべり場」、「だべりBAR」同様、視聴者から寄せられたはがきを15秒でほめまくる。コーナーの最後には最も優秀な作品に「ベタぼめ賞」を贈る。後継のホメ屋Zはほめ度が従来のホメ屋いわく"当社比1.5倍"だという。
ビットモンオーディション（ - 2005年度）
ビットモン神殿において視聴者から寄せられたビットモンのアイデアを紹介、解凍する。

### 2005年度
B-1グランプリ
ワイヤレスマイクの音源を基に走るラジコンカーのレースを行う。視聴者はラジコンカーのボディーのデザインを考える為、車体のバランスや重さにも影響する。
ビットメン
視聴者から寄せられたヒーローがダークマイコン配下の怪人と対決するコーナー。舞台はビットランドとされているが、メインストーリーとはほぼ別物になっている。
途中にはイトッチとアブッチがそれぞれ作戦を提示し、どちらの作戦で行くかをビットファイター（投稿者）が回答し、その正誤により展開が変わる。第7回から前後編制になり前編が出題編、後編が回答編となり投稿者だけでなく視聴者全員の多数決によって作戦が決まる形式に変わった。初期は運でしか解答しようのない選択肢もあった（例として居眠り中の敵を勉強させるためには「一気に刷り込むか」、「ゆっくり睡眠学習させるか」など）が、第9回からは科学的事実・歴史的事実・なぞなぞの答えなど、正解に何かしらの根拠が付き、当該事項を知っていれば（あるいは気づけば）確実に正解が可能になった（例として、「アメンボを模した敵をプールに沈ませる」ためには「石鹸をプールに投げ込む」が正解になるなど）。なお作戦が失敗した場合でも、最終的に敵怪人は何らかの理由で撤退する。総集編ではもう一つの選択肢を選んだ場合の結末が一部放送される。
ビットメンヒーロー達の声、ダークマイコン配下の怪人の声はすべて同じ声優が担当していた。
面談～キューブチャット
視聴者の悩みなど1つのテーマについてそれぞれが語り合う。
最大4名。面談会場はビットランド上空。それぞれをキューブ内に格納し、上面全体にプレイヤーの顔が映り、テーマは中央に表示される。
ルールとしては一番参考にならない意見の発言者を落下させる（が、実際には無関係な流れで落ちることもある）。参考になる意見が出揃い面談内容が充実している場合は司会者が落ちる事もあり、特に秀逸な回答をした場合は他の3人が落ちたこともある。話の流れで全員が落ちて終了したこともある。
アブッチのお返事したいの
主に番組の最後に行われる。アブッチが視聴者から寄せられた応援メッセージに対して返事を書く。

### 2006年度
ビットモン・デュエル
グラモンバトルの後継のコーナー（ケメコ曰く「私が考えたゲーム」）。
主プレイヤーはモンスターではなくコントローラー（レギュラーメンバー同士で対戦）。グラモンと違い3体のビットモンを使い分け対戦する。それぞれ天族、地族、水族のビットモンを1体ずつ扱え、1ラウンド3ターンで各ターン1体ずつ攻撃させるビットモンを選ぶ。なお、次ラウンドまで同じビットモンは選べない。
- 天族：鳥型などの空を飛ぶビットモン。天族、地族のビットモンにダメージを与えるが、水族の攻撃を受ける。
- 地族：動物型などの地上で生きるビットモン。地族、水族のビットモンにダメージを与えるが、天族の攻撃を受ける。
- 水族：魚型などの水中で生きるビットモン（アクアビットモンも水族に含まれる）。天族、水族のビットモンにダメージを与えるが、地族の攻撃を受ける。

また、1ラウンド（＝3ターン）毎にカウンターが1度だけ使え、これを使うと相性によりビットモンが負け攻撃できなかった場合、運の値の高さによっては相手に1.5倍の威力で反撃する事ができる。
能力値にはこうげき（ビットモンの攻撃力に影響）、ぼうぎょ（プレイヤーのHPに影響）、運（カウンターの成功率・相打ち時の攻撃順に影響）があり、視聴者はビットモン応募時に合計100ポイントをそれぞれに振り分ける。
番組が『ビットワールド』に移行後も新たなレギュラーメンバーを迎えて暫くの間継続され、追加ルールとして1試合に1度だけよけるが使え、これを使うと相性によりビットモンが負け攻撃できなかった場合、運の値の高さによっては相手の攻撃をよけることができるようになった。
ビットメンG
ビットメンの続編。担当はイトッチとアブッチからリオとケメコに代わった。
幻のビット人を探せ
セイコーが「葉っぱ人」の格好（11月3日放送分のエンディングでセイコーが宝箱をあけたとき「葉っぱ人」になってしまった）で届ける、セイコーさえも知らない、ビットランドに住むビット人を紹介するコーナー。
ビット語会話
視聴者が考えたビット語（オリジナルの単語）を紹介するコーナー（例：M32→ひみつ）。
企画会議室
ビットランドの住人、出演者がビットランドの発展のために、気球の会議室でいろんな事について考える。きっかけとしてはケメコの到来によりアイデア紹介に偏ったため、ケメコ抜きでビットランドを活性化させるために立てられた。
アイデアの迷Q（ショートバージョンもあり）
ポエムの散歩道→ポエムの花道→ポエムの寄り道→ポエムの迷い道→ポエムのシンヤ特急→ポエムの終着駅
視聴者から寄せられたビットランドについての詩（ポエム）をメンバーが朗読する。
ビットランド伝説
ビットランド伝説ニュース
主にイトッチが担当するコーナー。ニュース形式で伝説や噂を紹介する。
あぶ夫
アブッチ扮するあぶ夫が追い詰められた時の面白い行動のネタを募集する。
出演者はリオとあぶ夫(アブッチ)のみ。他のメンバーは観客側で音声のみ（主にツッコミか笑い声などのいわゆるがや）。

## 天才ビットくん SIDE-B
SIDE-Bとはセイコーとユージンが送る月に一度の特別企画である。月一SIDE-Bでは通常のコーナー(アニメ・B-Lavelを除く)は放送されない（月一は2002 - 2003年度のみ。ただし、2002年度3学期はメインストーリーが「スッポンによるリセット後も辛うじて残ったのがセイコーとユージンだった」という展開だったため、全てのレギュラー回がSIDE-Bとしての放送となり、その最後の回で「スッポンが再起動しセイコーとユージンが消滅」という流れになった。2004年度以降は不定期放送となった）。

### 2002年度
絶体絶命がけっぷち体験談
崖っぷちに追いこまれた体験談を紹介し、がけっぷち度を「ぷち」の単位で評価する。0ぷち～5ぷちまである。
発見！！バグハグ大王
身近にいるバグハグ大王の様な全てをぶち壊しにするような人と出会った体験談を紹介する。0バグ～5バグまである。
ユージンのアングラ語講座
ユージンがアングラ語の問題を出す。答えにはことわざをダジャレでアレンジしたものが含まれる（セイコーが正しいことわざを解説する）ので難易度は高め。
愛の短歌
略して「愛短」、「ラブ短」。
自称愛の伝道師・箱二郎がSIDE-Bにて「愛」をテーマにした短歌を募集する。
途中からはセイコーとユージンが紹介していたが、ほとんどはユージンが幼少時代の体験談を話すという構成だった。その中にはタメになる様なものもある。

### 2003年度以降
セイコー&ユージンのお悩み相談室
セイコーとユージンがお悩みにアドバイスしてくれるコーナー。相談内容によっては相談者の自宅まで行く事もある。
ビバ！叫び場！→ビバ！叫び屋（2004年度）→ビバ！叫び場リターンズ（2006年度）
皆の心の叫びをセイコーとユージンが代わりに叫んでくれる。
セイコーが心の叫びを出した後でユージンが余計な事を言ってややこしくしてしまうパターンが基本となっている。
2004年度からはオープニングが簡略化されたが基本的には変わらない。
ザッツ俺じまん
自分だけのとっておきのモノや必殺技、趣味などを紹介するコーナー。
イザというときのアングラ語
外国など言葉が通じない場所でトラブルに巻き込まれたとき、アングラ語をパントマイムのように用いて意思疎通を試みるコーナー。
あなたのアングラ語
視聴者から送られてきたアングラ語動画を見てユージンとセイコーが解読とアドバイスを行う。
グラモンバトル番外編
グラモンバトルで勝率の低いユージンを強いグラモンファイターに育てる。

## ビットランド
サイバー空間に浮かぶアイデアの都でサイバー空間に残された最後の未開の地。サイバーエリア8526に位置する。
その空間に残された「ホストコンピューター（後に箱二郎と命名）」が選んだセイコー、アイコ、ユウコの3人を呼び、アイディアで町を一から作って欲しいと依頼した。しかし、ビットランドは「バグ嵐」によって滅んだ国のデータの残骸であった（第一回放送などリセット以前の放送では背景に瓦礫の跡が見受けられた）。バグ嵐後はチョモランドマウンテンなどの地形ができ、氷河期を越えビットエンジン再起動後は未来都市を思わせる地形に変わり、SIDE-Bの舞台となる裏街も誕生している。リセット後は再び砂漠になる。後にリットル王子によるデータ残骸で作ったビットランドは空中に浮かび自転しているガラクタの寄せ集めのような形でミックス解凍後は寄せ集めデータが空中から落下し、立方体の空間になった。そして突如ビットランドが縮小し、1000個のアイデアを紹介したきっかけでビットバンと共に消滅。新たに「ビットワールド」として生まれ変わった。

### 2001年度に登場した建物など
セイコーの家
セイコー達がビットランドにやってきて、最初に作った建物。色は白く避雷針付のハニワがモチーフになっている。だが、完成直後、バグ嵐によって破壊される。2004年度の最初にも同様のデザインの物が登場したが、すぐに倒壊してしまった。
ユウコアイコの家
ユウコとアイコの顔をモチーフにした家。セイコーの家同様、完成直後しばらくして、バグ嵐によって破壊される。相次ぐ破壊により箱二郎を問い詰めるとバグ嵐が原因だと語る。2004年度にもほぼ同じデザインの物が登場（後述）。
ライブハウス
セイコーの家の次に作られた。音楽やお笑いのステージが行われている。
2002年度2学期の頃は建物ではなく飛行船型になっており、建物に戻った2003年度でもその意匠は残っている。
ビットモンパーク
かめっぷう、ユメレオン、エンジェルベアーなどのビットモンが生息していた。
ビッ校
ビットランドの学校。学校の名称はアイデアを募り決定。校長によるダジャレの授業など、変わった授業が受けられる。
チャイムは「♪タタンタ タンタン タンタンタン」というメロディを4回繰り返した後、「○時間目」と何時間目なのかがアナウンスされる。いずれも視聴者のアイデアと吹き込まれた声を基に作られた。氷河期により凍結した際、チャイム音声の「○時間目」部分が「授業中止」の音声になった。
バグハグ大王により校舎の渦巻を利用され、回転した校舎から竜巻状のバグ嵐を発生させ、ビットランドを壊滅状態に追い込ませた。
2001年度のビッ校は柔軟な丸い渦を描き、地下世界での箱一郎の転送解凍では極端に細く渦を巻いていた。2003年度以降は渦巻いてはいるが角ばった形になっている。2004年度前期には再び凍結した。
大反省の滝
悪事を行った時にここで懺悔すれば許してもらえる。バグ嵐の犯人がかめっぷうだと考えていたが、真犯人がいたと分かった時に3人が使用した。巨大バグ嵐以降はチョモランドマウンテンの麓に存在した。氷河期が訪れた際、真っ先に凍った。凍った滝の氷を掘ると滝の裏から空洞と共に2つの暗号が出てきた。
おいしい団子屋
ビットランドオリジナルの団子を売るお店。団子のアイデアを募り、投票によって選ばれた上位3つの団子（ビットランドセット、ダンバナ、ぎょうざ八味団子）が実際に作られた。団子屋のお母さん（声は箱二郎）が1人で店を切り盛りしている。
2005年度からは何故かおでん屋に変わり、アニメ『おでんくん』を上映しているらしい。
チョモランドマウンテン
7月の巨大バグ嵐によって誕生。外見は大きな直方体が山の形に寄せ集まった姿。ビットランドで一番高い山（とはいってもほかに山はないことを波田冗句に突っ込まれている）で山名もエベレストに由来する。
バグバグ大王によって改造され、ビットエンジンからバグ吹雪を起こす通気口が取り付けられた。
ミックス解凍後、山麓から頂上にかけて回転高速のレールが通り、頂上にはビットエンジンが乗るようになった。ビットモンだけが入れる温泉が隠されているらしい。
ビットヒルズ
アイデアを採用された人が自分のデザインした家を建てる事ができる場所。
バグリン像
ビットランドのモニュメントを作ろうとアイデアを募り、後の投票によって決定、生み出された。バグリンを察知すると足がゴトゴトと動き出す。一度、バグバグ大王が中に入り、温厚の素となる「太陽のかけら」を破壊した。
はちみつ味の海
はちみつの味がする海。「アクアビットモン」という生物が生息。
バグ嵐によってできた大きな穴（バレーバレー）をどうしようかアイデアを募り、その中ではちみつ味の海が選ばれ、10月頃登場した。海岸沿いにDr.フグの墓がある。2002年初めにビットランドを襲ったバグ吹雪で凍結した際、海底からポットシップ号の格納空間が発見される。リセット後は登場しなくなったが、2005年度の夏に突如グータウンに復活。最終回では収縮の影響で干上がってしまった。
海水が甘くなったのは、甘い液体を出す昔のアクアビットモン「ハチミン」の増殖によるものとされる。その「ハチミン」は、大地震の影響で激滅、幻のアクアビットモンになったという。
おそろしの森
森を1週間で作ることができる薬「育森剤」を使って作られた森。ここで恐ろしい事を考えると実現してしまう森で、作中ではバグリン・バグバグ大王の出現や熱湯性低気圧の出現の原因となったことが示唆されている。太陽のかけらもここの入り口に設置した。
音が鳴る道
スイッチの様なものが点々と並び、それを踏むと音が鳴る。歩く人によって音色が変わるらしい。
勇気製作所
手をかざす事で自分に足りない勇気が分かり、それを作って貰える。2002年度の地下世界編のラストで箱一郎活躍の鍵をにぎる。
ビット歴史館
ビットランド創世記が置かれていた。登場直後、創世記を見る間もなく凍ってしまう。
2002年度夏のビッ会で、創世記のページのひとつから、箱一郎（BOXTYPE-01）と箱二郎（BOXTYPE-02）が兄弟であることが判明。
2003年度新旧ビットランドミックス以降は、ビットランド創始以前の歴史を見られる。歴史はデータピラミッドと呼ばれるデバイスで管理されており、これに触れるとデータに飲み込まれ、過去の時間にアクセスできる。一度シンヤが誤ってデータに飲み込まれ、過去（2001年度）のビットランドにタイムスリップしたほか、ユージンはミクを助けるために過去のビットランドであるユメール王国の歴史にアクセスした。
箱二郎SOSタイプやウワサの泉が存在する。最終回でビットランド収縮のときに、歴史館も小さくなり、アブッチに壊されてしまった。
思い出写真館
地下世界へ旅立つ直前、ビットランドでの思い出を振り返った。箱二郎は3人を見送った後、この写真館の前で凍結し、機能停止した。
六角形テレビ
文字通り六角形の建物にモニターとアンテナが付いている。地下サイバー空間で最初に解凍され、地下空間やビットランドの様子を映した。
七色噴水
水ではなく色とりどりのジュースが出てくる噴水。

### 2002年度に登場した建物
回転高速
2002年度ではビットランド中の移動手段の1つだったが、2003年度2学期以降はミックス解凍によりチョモランドマウンテンの上にあるビットエンジンに登る為の移動手段になった。座席は寿司ネタであるが食べる事ができるが機能が停止してしまう。たびたびシブがき隊の「スシ食いねェ!」が流れる。
レーンの上は普通に歩くこともでき、喧嘩をしたユウコとアイコがマラソンコースとして利用したほか、チョモランドマウンテンの秘湯を探すためにセイコーとシンヤが登ったこともあった。
最終回で座席が通常の寿司サイズに収縮してしまい、アイコとイトッチに食べられてしまった。
グラシアム
グラモンバトルが行われるコロシアム。当初は「ビットコロシアム」と呼称されていたが、後に視聴者アイデアにより現在の名前に変更された。スッポンの動作不良によりビットランドリセット後、3月まで残る。
初代グラシアムのCGは、登場前の2002年7月26日に生放送された緊急ビッ会のCGセットを流用している。
ビットシネマ
ビットランドの映画館。2002年度は主に送られてきたパラパラマンガを紹介し、2003年度は『ワンダーベビルくん』を上映していた。2004年度は最初さびついていたが、ユウコが『魔法少女隊アルス』という新作アニメを見ると、さびが消えた。このほか、これまでのビッ会などの記録も収められている。
かめ家
かめっぷうが営業する居酒屋。ダウンタウンにある。スッポンの動作不良によりビットランドリセット後、セイコーやユージンとともに3月まで残った。

### 2003年度に登場した建物
ゆめりん
ビットランドのアトラクション。観覧車のカゴの中に入るとすぐに眠れて、いい夢が見られる。一周10分で3時間の睡眠を得られる。新旧ビットランドミックス前には電力不足で空中分解を起こしたが、ミックス後は支柱付きで復活した。
2004年度でコッコ達に食べられて倒壊。2005年度には跡地にゆめりんを象ったインスタントキューブの山が建ち、その少し後にビットタワーに変化した。
ホラーハウス
真夏に少しでも涼しくなろうというアイデアが集まっているアトラクション。新旧ビットランドミックス後は姿を消した。
さかさまレストラン
すべてがさかさまのレストラン。食べ合わせによってできたメニューが置いてある。
2004年度前期には青カビと茸が発生したが、アイコによる清掃で綺麗になった。
ビッ会議事堂
ビットランド全体の方針をビッ会議員の意見で決めている。

### 2004年度に登場した建物
ほめ屋
あらゆる物を15秒でほめまくる（コーナー）。後に1.5倍速や3倍速で紹介されるようになった。
叫び屋
セイコーとユージンが視聴者から送られてきた理不尽な不満を代わりに叫ぶ（コーナー）。
新セイコーの家
「データコックスペシャリスト」になったセイコーが倒壊した自身の家の破片を基に自ら作った家で、メガネなどセイコーの特徴をつかんだ家になっている。2005年度の最初にイトッチとアブッチのミスでインスタントキューブの爆発に巻き込まれ、全壊した。
森屋（しんや）
シンヤの仕事場。ビットランドを砂漠化から守る為に植物を育てている。シンヤが畑仕事をさぼった為、畑がナマケダケに覆われたことがあった。一時ビッ校長に乗っ取られ「林屋」に屋号が変えられたこともあった。
ママ屋
ユウコの家。ユウコの役目は突然やってきた謎の生物を育てる。後にその生物はハングリオーネ・タベリオンである事が分かり、サイバー生物保護局によって保護エリア914Bに輸送された。
ラブラブ弁当屋
アイコの家。第1回ビッ会でアイコの仕事が「弁当屋」に決定し、ビットランド住民が考えた弁当をアイコが売っている。看板メニューは「恋がかなう!!ハート弁当」。コッコのために「カプセル弁当」を作ったこともある。劇中では「ステーキ弁当」や「にしんそば弁当」など普通の弁当も販売しているが、セイコーやビッ校長によると味はあまりよろしくないようである。
ミラクル謎店
ユージンの自宅兼仕事場。町家風の外観で、ビットランドのお土産を売っている。「カンフー植物」のせいで開店直後から大賑わいに。お土産第一号は「コッコのペットストラップ」。
ビットモン神殿
セイコーとシンヤがおそろしの森の奥で発見した場所。お役立ちビットモンを解凍させるのが役目。
ロン毛神社
ロン毛町の神社。ロン毛町祭りの為に設立。ときどき「ワーワー和太鼓」が隠れている。
アッパレ日本空中庭園
ここへ来ると、誰でもダラダラした気持ちになってしまう。流れる滝が出入り口になっている。夜になると閉園しダラダラ気分も解けるが、滝も止まるため帰り損なうこともある。

### 2005年度以降に登場した建物
シンヤの別荘
元々セイコーの家になる予定だったが、シンヤが別荘として購入したインスタントキューブ。色は緑。自然をコンセプトとした部屋で富士山、2匹の鷹、3つの茄子の照明が備え付けられている。
ビットハウジング
ビットランドの不動産会社で、破壊されたセイコーの家跡地に建てられた。ビットランドはキューブドアのイトッチとアブッチが売り上げノルマを達成させる為に100個のインスタントキューブを一気に膨らませた後、セイコーが「キューブに住みたい人を募集する」という提案を思いつき、キューブを活用させ、100個売り上げる為に設立。複数のインスタントキューブを使用しており、最後は社長メカの触媒にされる。
やすらぎの部屋/ほのおの部屋
ユンソナが購入したインスタントキューブ。色はピンク。季節によって装いを変える和室で、心を落ち着けることが出来る。外出時は管理人の田中さんが留守番をするという。後にユンソナの許可を得て、RIOが一時家として滞在していた。最終的には社長メカのキューブの1つとなった。
玄関にあるボタンを押すことで「ほのおの部屋」に内装が変わる。住民を元気にする効果があるが、元気になり過ぎて住民が暴走することもある（このためアブッチはRIOにボタンを押さないよう勧めている）。
サバイバルの部屋
ポッチャーリーが購入したインスタントキューブ。色は緑。ジャングルがモチーフで、壁から飛び出す恐竜やトイレにトラが立ちはだかるなどスリルいっぱいの部屋。またトイレには水洗ボタンの如く、「スリル大・小」のボタンがあり、「大」を選ぶとトイレが吹き飛び、崖に放り出されてしまう。熱湯性低気圧上陸の際、やかんの熱湯により爆発した。
ふわふわな部屋
波田冗句が購入したインスタントキューブ。色は青。部屋全体がぬいぐるみのようにふわふわしており、住民は穏やかな性格になる。熱湯性低気圧上陸の際、やかんの熱湯により爆発した。
ダジャレの部屋
音波姫が購入したインスタントキューブ。色は黄緑。お笑い専門チャンネルを見ることが出来るテレビや部屋中にダジャレを具現化した家具が備え付けられている。またこの部屋はアブッチがサービスで防音加工をしており、音波姫の砲弾と化した笑い声の被害も最小限となっていた。最終的には社長メカのキューブの1つとなった。
ビットタワー
タナカとヤマネ（アンガールズ）が作り上げた2つのタワー。インスタントキューブをほとんど使用している。設計ミスで左側のタワーが傾き、巨大熱湯やかんの直撃で右側のタワーが傾いた。その後、アミューズメントパークとして使われた。最後は社長メカの一部にされる。
セイコーの家（キューブ型）
100個目にして黄のインスタントキューブ。工事中に巨大やかんの熱湯により爆破。
ケメコハウス
いつの間にかケメコがビットランドに建てていた。アイデア集計センターにもなっていて、アイデアの素の製造装置とも機能している。屋根には怒りで巨大化した時に開いた穴を修理した跡がある。さらにシンヤにアンテナを壊されたことも。「星座が見たい」という理由でアブッチに天体望遠鏡を作らせたことがあった。ケメコフラワーガーデン（ケメコハウス前にできたケメコ専用のガーデン）もある。

### ビットランド以外の世界
チョビット自治国
リットル王子とシンヤが住んでいた自治共和国。ビットランドの北東5200万光年に位置する。現在、リットルが国王となっている。2007年3月23日の放送でビットモン達がビットランド収縮時に移住された。その後、シンヤが財務大臣に任命されている。
メケメケランド
ケメコの故郷。守り神といわれる「エリン木」が存在し、アイデアの素で成長している。
サイバー生物保護エリア914B
ハングリオーネ・タベリオンの保護エリア。ユウコ、アイコ、ユージンが滞在していた。ここでは植物の成長が普通のよりも速く、ハングリオーネ・タベリオンの爆発的な食欲に対応できるだけの豊富な食料が用意できる。
フォルテ王国
音波姫が住んでいる国。音の研究で有名である。
サイバーエリア0108 フォルティッシモ大陸
フォルテ王国が出来る前の戦国時代にあった大陸。ここで起きた戦争では初代フォルテ王が参加していた。初代フォルテ王は笑うと口から出る衝撃波で大陸を統制してきた。代々王家にはその力が伝わっているが、王族が笑う事ははしたないとされ、笑うことが許されない。
キューブドア
サイバー空間の不動産会社で、主力商品はインスタントキューブ。その裏では社長のピエールによるサイバー空間征服の計画が進められていた。社長によるワンマン経営であり、社員であったイトッチとアブッチはビジネスについてはほぼ素人であった。2005年度終盤に本社ビルがビットランドに登場する。
リアルワールド
サイバー空間の外にある現実世界を指す。セイコー達が元々いた世界。それまでセイコー達はどのような生活をしていたのかは不明。
また、スッポンによりビットランドが消滅した時に記憶をなくした状態で自動的に送られた世界。セイコー、アイコ、ユウコ、ユージンは家族として設定されていた。
BIT TECHなどで度々訪れる。

## ビットランドのエリア区分

### 2002年度（リセット前）
イベントエリア
ビットエンジンのある中央エリア（名称不明）の南にあるエリア。ビットシネマやグラシアムがある。ウキウキする写真の紹介も行われた。
ベイエリア
イベントエリアより南に位置する港。ライブハウスが点在する。探偵シンが誘拐したかめっぷうを監禁していた。
ダウンタウン
西にある商業区域。団子屋やかめ家、探偵シンの事務所がある。
未開発エリア
北東にある工事現場の様なエリア。2チームに分かれて、アイデア採用を競い合う。
※他にも北北西のカルチャーエリア、南東のビットモンパーク、北にある名称不明のエリアなどがあり、全部で全8エリア構成となる。

### 2004年度
ビットセントラル（セイコー）
中心エリア。チョモランドマウンテン、セイコーの家、ビッ校、ビッ会議事堂、ホメ屋、叫び屋がある。
ユーパーク（ユウコ）
北東にあるアミューズメントパーク。ママ屋、ゆめりん、ビットシネマ、ライブハウスがある。
グータウン（アイコ）
南東にある食べ物関係の町。ラブラブ弁当屋、さかさまレストラン、団子屋がある。
ほいっとガーデン（シンヤ）
南西になる緑あふれるエリア。森屋、グラシアム、アッパレ日本空中庭園がある。
ロン毛町（ユージン）
北西にある人情の町。ミビット歴史館、ラクル迷店、ロン毛神社がある。

## ビットモン
ごうがい
号外になるようなニュースを知らせるビットモン。仲良くなると時価数千万の真珠をくれるらしい。
ゴーストポストマン
ビットランドの郵便管理をしているビットモン。お化けなので空を飛んだり、壁をすり抜けたりすることができる。一人称は「おいら」で挨拶は顔文字付きの「オッス」。「～だぜっ」が口癖。本編でもたびたび登場しているがしゃべらない。好物は竜田揚げで苦手なものは無し。公式ホームページでは掲示板の管理もしており、掲示板ではよく「ゴスポスさん」とも呼ばれている。ビットランドのスタッフとも繋がりがある。ウェブでは掲示板インフォメーションで説明している。掲示板は書き込みによってゴーストポストマンが返事をくれる。当初の返事は短く淡々と書かれたり、返信コメントが無かったりしたが、後に掲示板を盛り上げる為かコメントが少々長くなるようになったり、番組内容や身近な物の冗談を言う事が多くなった。
郵便配達や管理を任命されているが、一番得意なのは探し物であり、無くなったものを書いてポストに入れておくと、在りかを書いた手紙を返してくれるらしい。紹介では「仕事を間違えたんじゃないだろうか」と突っ込まれた。
天才ビットくんが番組終了してビットワールドに移行した以降も長らく掲示板の管理を続けていたが、2016年3月25日をもって、郵便局での仕事を辞めて家業のIT企業を継ぐという形で掲示板の管理を終え、2016年度4月から掲示板の管理はランたんが担当する事となった。
ビットモンデュエルの紹介ムービーでは「天族」として扱われており掲示板でよく『ゴーストポストマンは登場しないの？』といった書き込みがあったが、本人曰く「戦うのは苦手」と発言しており本編には登場しなかった。
カライ・カレーイ
魚のカレイとカレーライスが合体したアクアビットモン。はちみつ味の海のカレー屋。料金は無料。
たからばこフィッシュ
宝箱の形をしたアクアビットモン。ビット海賊団の宝が眠っている。
ダンスクエスチョンズ
貝のアクアビットモン。双子であり、仲間を元気にするダンスを見せる。泳ぎながら「元気かい（貝）?」「幸せかい（貝）?」とクエスチョンを投げかける。

### 死亡してしまったビットモン
Dr.フグ（2001年 - 2002年）
医者の格好をしたフグ型のアクアビットモン。はちみつ味の海の中で他のアクアビットモン達に自分の針を使用し鍼治療を施していたが、バグ吹雪にて患者が急激に増え、自分の命よりも治療を優先し、針が無くなり死んでしまった。前述の通り栄誉を称え海の岸辺に墓が作られた。

### 昔いたビットモン
ゆめれおん
未来を予知できるビットモン。箱二郎が自分を犠牲にして地下世界に連れていきたいと言った為、急遽地下世界への避難メンバーに抜擢される。ビットエンジンの発見に一役貸す。実はユメール王朝の夢神様であり、亀王朝時代から存在していた。
かめっぷう
常に後ろ姿で高速移動するビットモン。亀王国時代から生息している（これは後付け設定ではなく考案者が設定したものである）。バク嵐の元凶と言われていたが無実だったと判明。後に謝罪を込めて地下世界への避難メンバーに入り、ビットエンジン発見の手がかりを掴む（地下世界ではぬいぐるみの姿になった）。ビットランドに戻ってきてからは「カメ屋」を経営していたが、シンに誘拐される。最終的に箱一郎と合体し、リセット装置「スッポン」に変化した。しかしその後、ビットエンジンに乗ってミクとともに彷徨っていた事が判明。新ビットランドの遺跡の謎を解く鍵になり、ミクと共に過去の世界に残った。亀王朝時代からスッポンの存在が危険視されており、それを恐れたバグバグ大王によって誘拐された。ゆめれおんと共にビットランドの発展に大きく貢献している。
他のビットモンはイラストをアニメ化してるのに対し、かめっぷうは途中から実写の巨大な操り人形（上述したぬいぐるみ。手足と目が可動する）が使われるようになった。
エンジェルベアー
ハピリーという妖精を羽に持つビットモン。奇跡を起こしてくれると噂されていた。巨大バグ嵐によって崩壊したビットランドを救った。
ドリル・モグ之助
地面や壁をドリルで掘るアクアビットモン。登場後すぐに起用され、ポットシップ号を発見するなど活躍する。地下世界への避難メンバーにも入り、箱一郎から呼ばれると巨大化して登場した。
電竜・仙竜
黄色い大柄の電竜と青い小柄の仙竜のコンビで構成されたアクアビットモン。空気や水を綺麗にできる。
はちみん
甘い液体を出すアクアビットモン。はちみつ味の海に住んでいて、この生物のせいで海の水が甘くなってしまったといわれる。昔の大地震のため絶滅した。

## 枠内で放送されたアニメ
- ワンダーベビルくん（2003年度放送）
- 魔法少女隊アルス（2004年度放送）
- おでんくん（2005年 - 2006年度放送）
- 予見者（2006年11月3日放送）
  - 第1回ビット文学大賞でグランプリをとった小説をアニメ化した短編作品。この小説の原作者はBN.ディケ。

## Bレーベル
1. ハピネス進化論 〜さなぎ編〜
2. ハングリーキング
3. 悲しみをぶっとばせ! 〜over the rainbow〜
4. あいのうた 〜close to you〜
5. GLORY DAYS
6. 7daysよわむし
7. 大好きだから
8. ア・イ・ツ
9. ハートビート・マーチ
10. がむしゃらで行こう!
11. 君とのキオク
12. Rollin' Stars
13. ライ’ム

## CD
- 天才ビットくん 〜GLORY DAYS〜
  - トイズファクトリー。2003年2月19日
- Bit Days 1（The Bittlesの楽曲）
  - 2枚組。フレイヴァー・オブ・サウンド。2004年7月22日
- Bit Days 2（The Bittlesの楽曲）
  - フレイヴァー・オブ・サウンド。2005年3月2日

## ゲーム
- グラモンバトル（タイトー）
  - PlayStation 2版は2003年9月18日発売
  - ニンテンドー ゲームキューブは2003年10月3日発売

## オープニング・エンディング
2001年度
オープニング
すべてモノクロで描かれており、空中浮遊するキューブの中を通ると大きな歯車やハンマーなどの物体のある空間にたどり着くというもの。BGMの作曲はヲノサトル。
エンディング
格子状の線が描かれた空間に大小様々な箱が積み上がっていくというもの。積まれていく箱にキャストやスタッフの記載がされている。BGMは毎週変わっている。2002年2月8日、2月15日放送回ではBGMにFLIP-FLAPの2人が歌う「キミを連れて風を感じて」が使用された。
2002年度
オープニング
地下世界で暴走するビットエンジンを描いたもので、BGMはya-to-i「Technostress Fever」。前オープニングと比べると大幅短縮されている。
エンディング
2001年度版のデザインを岩や鉄の物体に書き換え、積み上がる際の効果音も重厚感のある音に変更された物を使用。こちらもBGMは毎週変更されている。
2003年度
オープニング
4月11日放送の2003年度初回は倍速で朝から晩へ移り変わるリアルワールドの風景にタイトルロゴがフェードインするもの。
4月18日放送分は最初に「ACCESS」と表示され、その後セイコー、ユウコ&アイコウ、ユージン、リットル王子&シンヤの順に各キャラクターのコミカルな色味の静止画が流れ、最後に左からアイコウ、セイコー、ユウコ、ユージンの顔写真が上下から交互に出現しそれらが左右にスライドしリットル王子のシルエットにタイトルロゴが表示されるというものが使用されたがその翌週からは前半パートが省かれた簡略化バージョンが使用された。新旧ミックス後は顔写真が新しい物に差し替えられている。
2学期と3学期は格子状の線が描かれた地面をカラフルなタイルがスライドパズルのように行き来し、タイトルロゴが完成、そして前に飛び出すように少々拡大され、下に「バンザーイ、バンザーイ」と声を発しながら両手を上げて飛ぶビットキングの姿が現れるというOPが使用された。
エンディング
2001-2002年度の再アレンジした物で、過去2年と比べると積み上がる物体が比較的色とりどりで、フリーハンドで描いたような歪な形となった。効果音も少しコミカルな音に変更。ちなみにブロックの色は毎週違う色が使われた。
2004年度
オープニング
映像は2003年度2、3学期のものを引き続き使用。その代わりBGMがボブ&アールの「Harlem Shuffle」の冒頭部分に変更された。
エンディング
2003年度と同様のものが使われた。
2005年度
オープニング
格子状の線が描かれた地面をカラフルなタイルがスライドパズルのように行き来し、一度順番がバラバラな番組タイトルが出来上がる。それをカラフルなキューブが積み上がることで包み、中から順番が正しくなった番組タイトルが飛び出すという物。BGMは2004年度と同じボブ&アールの「Harlem Shuffle」の冒頭部分。
エンディング
2003年度と同様のものが使われた。
2006年度
オープニング
アイデアをイメージした星が虹となってビットランドに降り注ぎ、降り注いだ先にタイトルロゴとビットキング、ケメコの帽子を被って横切るチビットくんがが登場するというOPとなった。4月7日放送分はBGMが前年と同じボブ&アールの「Harlem Shuffle」の冒頭部分が使われたが、4月14日放送分からは別のBGMに変更された。
エンディング
今までの映像が使われなくなり、メインストーリーが流れる中で画面下部にスタッフロールを流し、ラストは視聴者からのアイデアの中央にエンドカードを出すという形に簡略化された。

## スタッフ
- 「ビットランド」デザイン：小原秀一（2001年-2002年）、中山大輔[注 5]（2002年-2003年）、二村秀樹（2003年-2005年）、野村和也（2005年）、STUDIO 4℃（2006年）
- CG制作：STUDIO 4℃、Sewedi[8](2001年-)
- 「グラモンバトル」システム制作：ガラクタスタジオ
- 「ビットモンデュエル」CG制作：スタイラス[9]
- 「ビットメン」「ビットメンG」制作：AC部
- 制作協力：DIRECTIONS
- プロデューサー：長江 努（2001年-2007年）
- 制作統括：野上純一（2001年-2002年）、石原真（2002年-2003年）、亀谷精一（2003年-2006年）、廣岡篤哉（2006年-2007年）
- ナレーション：玄田哲章
- オープニングテーマ制作：ヲノサトル[10]（2001年）、ya-to-i（2002年）

## 放送日程

### 2001年度
金曜日 18:00-18:25（25分）
| 放送日         | サブタイトル         |
| -------------- | -------------------- |
| 2001年04月06日 | 電脳空間の謎         |
| 2001年04月13日 | キャラ名称決定       |
| 2001年04月20日 | 完成 手作り楽器      |
| 2001年04月27日 | アニメ入門講座       |
| 2001年05月04日 | アイデア100連発      |
| 2001年05月11日 | ロボット作ろう       |
| 2001年05月18日 | ロボット大決戦       |
| 2001年05月25日 | 完成 夢の動物園      |
| 2001年06月01日 | 嵐が町をおそう       |
| 2001年06月08日 | アイデア大特集       |
| 2001年06月15日 | バグとり紙登場       |
| 2001年06月22日 | バグ対策第2弾        |
| 2001年06月29日 | かめっぷうの謎       |
| 2001年07月06日 | バグ嵐対策特集       |
| 2001年07月13日 | バグ大王の攻撃       |
| 2001年07月20日 | 巨大バグ嵐発生       |
| 2001年07月27日 | 明和電機に挑戦       |
| 2001年08月03日 | バグ嵐との戦い       |
| 2001年08月24日 | セイコーの怪談       |
| 2001年08月31日 | 熱戦!ロボ対決        |
| 2001年09月07日 | シンボル像決定       |
| 2001年09月14日 | 完成!回る教室        |
| 2001年09月21日 | 校歌ついに完成       |
| 2001年09月28日 | 挑戦 手作り楽器      |
| 2001年10月05日 | 名物だんご決定       |
| 2001年10月12日 | アイデア100発        |
| 2001年10月19日 | 恐ろしの森に大王が   |
| 2001年10月26日 | 学校の七不思議       |
| 2001年11月02日 | チャイム発表会       |
| 2001年11月09日 | 祭りで何やる?        |
| 2001年11月16日 | 怪談とダジャレ       |
| 2001年11月23日 | 祭りの準備OK         |
| 2001年11月30日 | それそれ祭りだ       |
| 2001年12月07日 | テツandトモだ        |
| 2001年12月14日 | てれび戦士登場       |
| 2001年12月21日 | 最大のピンチ?        |
| 2001年12月28日 | バグ嵐の思い出       |
| 2002年01月04日 | お祭り名場面集       |
| 2002年01月11日 | 達人テク大公開       |
| 2002年01月18日 | 暗号の謎をとけ       |
| 2002年01月25日 | 第2の暗号だぁ        |
| 2002年02月01日 | Dr.フグの運命        |
| 2002年02月08日 | 暗号の謎は地底にあり |
| 2002年02月15日 | フグとダジャレ       |
| 2002年02月22日 | 第2回ビッ会開催!     |
| 2002年03月01日 | さらばビットランド   |
| 2002年03月08日 | バグ嵐の思い出（再） |
| 2002年03月15日 | お祭り名場面集（再） |
| 2002年03月22日 | 3学期総集編だ        |
| 2002年03月29日 | 達人テク大公開（再） |

### 2002年度
金曜日 18:00-18:25（25分）
| 放送日                      | サブタイトル                          |
| --------------------------- | ------------------------------------- |
| 2002年04月05日              | 地下サイバー世界の実態                |
| 2002年04月12日              | 地下世界を彩ろう その1                |
| 2002年04月19日              | 地下世界を彩ろう その2                |
| 2002年04月26日              | 天才ビットくん SIDE-B その1           |
| 2002年05月03日              | サバイバル弁当を作ろう その1          |
| 2002年05月10日              | サバイバル弁当を作ろう その2          |
| 2002年05月17日              | 音楽の宝庫 Bレーベル設立!             |
| 2002年05月24日              | 天才ビットくん SIDE-B その2           |
| 2002年05月31日              | トリックアートで暗号を解け            |
| 2002年06月07日              | 驚き盤で暗号を解け                    |
| 2002年06月14日              | Bレーベル快調活動中                   |
| 2002年06月21日              | 天才ビットくん SIDE-B その3           |
| 2002年06月28日              | ビットエンジンの発見                  |
| 2002年07月05日              | キッズ共作オリジナル曲完成間近!       |
| 2002年07月12日              | 完成!悲しみをぶっとばせ!              |
| 2002年07月19日              | よみがえれビットランド                |
| 2002年07月26日 ※18:00-18:50 | ビットランドを復活させよ!生スペシャル |
| 2002年08月16日              | バグ嵐の思い出（再）                  |
| 2002年08月23日              | お祭り名場面集（再）                  |
| 2002年08月30日              | 3学期総集編だ（再）                   |
| 2002年09月06日              | 新生ビットランド誕生!                 |
| 2002年09月13日              | Bレーベルライブ開催決定!              |
| 2002年09月20日              | おやつ屋初登場                        |
| 2002年09月27日              | 秋の味覚で作るおやつ                  |
| 2002年10月04日              | 天才ビットくん SIDE-B その4           |
| 2002年10月11日              | うきうきポスターを作ろう その1        |
| 2002年10月18日              | うきうきポスターを作ろう その2        |
| 2002年10月25日              | かめっぷう失踪事件                    |
| 2002年11月01日              | なぞの探偵大活躍!                     |
| 2002年11月08日              | 天才ビットくん SIDE-B その5           |
| 2002年11月15日              | 容疑者はミク                          |
| 2002年11月22日              | ミクは伝説の破壊者?                   |
| 2002年11月29日              | 天才ビットくん SIDE-B その6           |
| 2002年12月06日              | 探偵シンの正体                        |
| 2002年12月13日              | ビットランドの崩壊                    |
| 2002年12月20日 ※18:00-18:50 | ビットランドの運命を決めるのは君だ!   |
| 2002年12月27日              | 地下世界での1学期                     |
| 2003年01月10日              | 再生からリセットへ 2学期総集編        |
| 2003年01月17日              | グラモンチャンピオン大会              |
| 2003年01月24日              | 天才ビットくん SIDE-B その7           |
| 2003年01月31日              | 天才ビットくん SIDE-B その8           |
| 2003年02月07日              | Bレーベルライブ!                      |
| 2003年02月14日              | 天才ビットくん SIDE-B その9           |
| 2003年02月21日              | 天才ビットくん SIDE-B その10          |
| 2003年02月28日              | Bレーベル特集                         |
| 2003年03月07日              | 地下世界での1学期（再）               |
| 2003年03月14日              | 再生からリセットへ 2学期総集編（再）  |
| 2003年03月21日              | グラモンチャンピオン大会（再）        |

### 2003年度
金曜日 18:10-18:49（39分）
| 放送日                                   | サブタイトル                   |
| ---------------------------------------- | ------------------------------ |
| 2003年04月11日                           | ビットランド再出発             |
| 2003年04月18日                           | ビットキャラを作ろう           |
| 2003年04月25日                           | 決定!ビットキャラ              |
| 2003年05月02日                           | 天才ビットくん SIDE-B 1        |
| 2003年05月09日                           | オリジナルカーを作ろう その1   |
| 2003年05月16日                           | オリジナルカーを作ろう その2   |
| 2003年05月23日                           | オリジナルカーを作ろう その3   |
| 2003年05月30日                           | ビットグッズショップ開店!      |
| 2003年06月06日                           | メインアトラクションを作ろう   |
| 2003年06月13日                           | 天才ビットくん SIDE-B 2        |
| 2003年06月20日                           | 暗号解読と箱二郎復活?          |
| 2003年06月27日                           | 天才ビットくん SIDE-B 3        |
| 2003年07月04日                           | ホラーアトラクションを作ろう 1 |
| 2003年07月11日                           | ホラーアトラクションを作ろう 2 |
| 2003年07月18日                           | ホラーアトラクションを作ろう 3 |
| 2003年07月25日                           | 天才ビットくん SIDE-B 4        |
| 2003年08月01日                           | 1学期総集編2003                |
| 2003年08月08日                           | ワンダーベビルくん総集編 1     |
| 2003年08月22日                           | ワンダーベビルくん総集編 2     |
| 2003年08月29日                           | ワンダーベビルくん総集編 3     |
| 2003年09月05日                           | グラモンチャンピオン大会       |
| 2003年09月12日                           | 天才ビットくん SIDE-B 5        |
| 2003年09月19日                           | ビットランド新旧合体           |
| 2003年09月26日                           | 新たなる謎                     |
| 2003年10月03日                           | さらば王子                     |
| 2003年10月10日                           | 天才ビットくん SIDE-B 6        |
| 2003年10月17日                           | かめっぷうは泣く               |
| 2003年10月24日                           | 激突!かめっぷう対シンヤ        |
| 2003年10月31日                           | 天才ビットくん SIDE-B 7        |
| 2003年11月07日 ※18:10-18:49 ※19:00-19:54 | ビットランドの一番長い日       |
| 2003年11月14日                           | 扉の向こう                     |
| 2003年11月21日                           | ユメール王朝の謎               |
| 2003年11月28日                           | ユージン感染?スリープモード    |
| 2003年12月05日                           | 天才ビットくん SIDE-B 8        |
| 2003年12月12日                           | 夢神様の正体                   |
| 2003年12月19日                           | 国王の記憶                     |
| 2003年12月26日                           | 秘められた過去                 |
| 2004年01月02日 ※16:45-17:59              | ビットランドの二番目に長い日   |
| 2004年01月09日                           | グラモン芸能人大会             |
| 2004年01月16日                           | 天才ビットくん SIDE-B 9        |
| 2004年01月23日                           | 国王の正体                     |
| 2004年01月30日                           | ミクの決心                     |
| 2004年02月06日                           | 空のかなたに                   |
| 2004年02月13日                           | 2・3学期総集編                 |
| 2004年02月20日                           | ワンダーベビルくん総集編 4     |
| 2004年02月27日                           | ワンダーベビルくん総集編 5     |
| 2004年03月05日                           | ワンダーベビルくん総集編 6     |
| 2004年03月12日                           | ワンダーベビルくん総集編 7     |
| 2004年03月19日                           | 1学期総集編2003（再）          |
| 2004年03月26日                           | 2・3学期総集編（再）           |
| 2004年04月02日                           | グラモンチャンピオン大会（再） |

### 2004年度
金曜日 18:20-19:00（40分）
| 放送日                      | サブタイトル                                    |
| --------------------------- | ----------------------------------------------- |
| 2004年04月09日              | 新年度スタート!                                 |
| 2004年04月16日              | ママ屋の巻                                      |
| 2004年04月23日              | からくり屋の巻                                  |
| 2004年04月30日              | 新年度第1回ビッ会開催!                          |
| 2004年05月07日              | シンヤ暴走!ビットランド異常気象                 |
| 2004年05月14日              | ヒーローがやって来た 前編                       |
| 2004年05月21日              | ヒーローがやって来た 後編 アイコの恋の結末!     |
| 2004年05月28日              | 激論!ネットビッ会・究極のお弁当                 |
| 2004年06月04日              | 身代わり屋はもうたくさん?叫び屋                 |
| 2004年06月11日              | ミラクル謎店の謎の奇跡?                         |
| 2004年06月18日              | 完成!がむしゃらにハート弁当がおみやげ謎店       |
| 2004年06月25日              | ユージンのロン毛町を盛り上げようビッ会          |
| 2004年07月02日              | ビッ校が廃校の危機?!哀しみのビッ校長            |
| 2004年07月09日              | コッコ行方不明!                                 |
| 2004年07月16日              | コッコたち衝撃の進化!                           |
| 2004年07月23日 ※18:20-19:49 | ビッ校を救え!緊急生ビッ会                       |
| 2004年07月30日              | 1学期総集編                                     |
| 2004年08月06日              | 魔法少女隊アルス総集編 1                        |
| 2004年08月27日              | 魔法少女隊アルス総集編 2                        |
| 2004年09月03日              | グラモンバトル・グランドチャンピオン大会 前編   |
| 2004年09月10日              | グラモンバトル・グランドチャンピオン大会 後編   |
| 2004年09月17日              | ペットの変身後の姿は?                           |
| 2004年09月24日              | コッコ変身!                                     |
| 2004年10月01日              | ピッピ・キンタロー変身                          |
| 2004年10月08日              | ビッ校へ行こう!                                 |
| 2004年10月15日              | ビットモンを求めて                              |
| 2004年10月22日              | 発見!ビットモン神殿                             |
| 2004年10月29日              | さらばビットランド?空中庭園の甘いワナ           |
| 2004年11月05日              | ビッ校へ行こう! 2                               |
| 2004年11月12日              | ユウコ号泣!キンタロー顔文字の悩み               |
| 2004年11月19日              | 祭り危うし!ロン毛刈り魔が迫る                   |
| 2004年11月26日              | ロン毛町祭り開始!太鼓はピンチ                   |
| 2004年12月03日              | ユージン増殖?祭りパニック                       |
| 2004年12月10日              | 魔法少女隊アルス総集編 3                        |
| 2004年12月17日              | 魔法少女隊アルス総集編 4                        |
| 2004年12月24日              | 魔法少女隊アルス総集編 5                        |
| 2005年01月07日              | 魔法少女隊アルス総集編 6                        |
| 2005年01月14日              | 魔法少女隊アルス総集編 7                        |
| 2005年01月21日              | グラモンバトル・グランドトーナメント大会 前編   |
| 2005年01月28日              | グラモンバトル・グランドトーナメント大会 後編   |
| 2005年02月04日              | テツトモ先生新ネタ披露!ユージンの恋             |
| 2005年02月11日              | ユウコとアイコの仁義なき戦い                    |
| 2005年02月18日              | ビットランドに魔の手?謎の男カネーロ登場!        |
| 2005年02月25日              | 運命の決断!カネーロの正体                       |
| 2005年03月04日              | 2004年度 後期総集編                             |
| 2005年03月11日              | 魔法少女隊アルス総集編 8                        |
| 2005年03月18日              | 魔法少女隊アルス総集編 9                        |
| 2005年03月25日              | 魔法少女隊アルス総集編 10                       |
| 2005年04月01日              | グラモンバトル・グランドトーナメント大会 総集編 |

### 2005年度
金曜日 18:20-19:00（40分）
| 放送日         | サブタイトル                         |
| -------------- | ------------------------------------ |
| 2005年04月08日 | おかしな二人                         |
| 2005年04月15日 | ビットハウジング・波乱の船出         |
| 2005年04月22日 | 初めてのお客さん                     |
| 2005年04月29日 | 女優さん・大変身の巻                 |
| 2005年05月06日 | 冒険家がやってきた!                  |
| 2005年05月13日 | 大きな冒険家の小さな大冒険           |
| 2005年05月20日 | ビットランドが斬られる?波田冗句見参! |
| 2005年05月27日 | 冗句の過去!アブッチとの関係は?       |
| 2005年06月03日 | お姫様の笑えない話                   |
| 2005年06月10日 | 姫の笑いで大惨事?!                   |
| 2005年06月17日 | 宇宙人来襲!ビットランドを描け        |
| 2005年06月24日 | ロード・オブ・ザ・ビット 二つの塔    |
| 2005年07月01日 | ビットランドに迫る黒い影             |
| 2005年07月08日 | ゴーゴー!セイコーの家                |
| 2005年07月15日 | 最後のキューブ発見?!                 |
| 2005年07月22日 | ビットランド大爆発?やかんが迫る!     |
| 2005年07月29日 | 1学期総集編!                         |
| 2005年08月05日 | おでんくん総集編 1                   |
| 2005年08月12日 | おでんくん総集編 2                   |
| 2005年08月19日 | おでんくん総集編 3                   |
| 2005年08月26日 | おでんくん総集編 4                   |
| 2005年09月02日 | グラモンバトル芸能人大会 前編        |
| 2005年09月09日 | グラモンバトル芸能人大会 後編        |
| 2005年09月16日 | 目覚めた少女                         |
| 2005年09月23日 | もう一つのキューブ                   |
| 2005年09月30日 | 秋のビッ校スペシャル!                |
| 2005年10月07日 | ヤカンとの対決迫る!セイコーの決意    |
| 2005年10月14日 | 対決!熱湯性低気圧                    |
| 2005年10月21日 | 激闘を振り返れ!ビットメンスペシャル  |
| 2005年10月28日 | シンヤのプレゼント                   |
| 2005年11月04日 | ハイ!セイコー暴走                    |
| 2005年11月11日 | 海底で財宝発見?                      |
| 2005年11月18日 | ナナセ先生のラブリー授業             |
| 2005年11月25日 | セイコーの家を襲う笑撃波!            |
| 2005年12月02日 | アブッチ危機一髪!そのときイトッチは… |
| 2005年12月09日 | よみがえる記憶                       |
| 2005年12月16日 | おでんくん総集編 5                   |
| 2005年12月23日 | おでんくん総集編 6                   |
| 2005年12月30日 | ビットランドに迫る黒い影（再）       |
| 2006年01月06日 | おでんくん総集編 7                   |
| 2006年01月13日 | B1グランプリ決勝トーナメント 前編    |
| 2006年01月20日 | B1グランプリ決勝トーナメント 後編    |
| 2006年01月27日 | 社長の正体                           |
| 2006年02月03日 | リオの秘密                           |
| 2006年02月10日 | 危うしリオ!ビットランド絶体絶命!     |
| 2006年02月17日 | ビットメン総集編 3                   |
| 2006年02月24日 | 愛よ届け!ビットランドは永遠に…       |
| 2006年03月03日 | 2・3学期総集編                       |
| 2006年03月10日 | おでんくん総集編 8                   |
| 2006年03月17日 | おでんくん総集編 9                   |
| 2006年03月24日 | おでんくん総集編 10                  |
| 2006年03月31日 | 2・3学期総集編（再）                 |

### 2006年度
金曜日 18:20-19:00（40分）
| 放送日                      | サブタイトル                                           |
| --------------------------- | ------------------------------------------------------ |
| 2006年04月07日              | 春の嵐到来!                                            |
| 2006年04月14日              | 新コーナー“アイデアの迷Q”スタート!                     |
| 2006年04月21日              | ケメコのお家へようこそ                                 |
| 2006年04月28日              | シンヤの畑が大ピンチ!                                  |
| 2006年05月05日              | 目標はアイデア千個!?                                   |
| 2006年05月12日              | ケメコの秘密                                           |
| 2006年05月19日              | リオとケメコのヒーロー大研究!                          |
| 2006年05月26日              | ボクからのメール                                       |
| 2006年06月02日              | 今夜はパジャマパーティー                               |
| 2006年06月09日              | ケメコの天体望遠鏡                                     |
| 2006年06月16日              | ナマケダケを退治せよ!?                                 |
| 2006年06月23日              | 発表!セイコーたちの新衣装                              |
| 2006年06月30日              | ビットモンデュエル!リオ優勝決定か!?                    |
| 2006年07月07日              | ダークマイコンのヒーロー大研究!?                       |
| 2006年07月14日              | 必笑!?“ビットモンデュエル”最下位決定戦!                |
| 2006年07月21日              | ついに決定!ビットモンデュエル優勝者                    |
| 2006年07月28日              | ブタと恋と少年!企画会議室スペシャル                    |
| 2006年08月04日              | おでんくん総集編 1                                     |
| 2006年08月11日              | おでんくん総集編 2                                     |
| 2006年08月18日              | おでんくん総集編 3                                     |
| 2006年08月25日              | おでんくん総集編 4                                     |
| 2006年09月01日              | 大ピンチ!ケメコの絵日記                                |
| 2006年09月08日              | ビットミュージアム全国テスト                           |
| 2006年09月15日              | 本日提出!?ケメコの絵日記                               |
| 2006年09月22日              | 正解発表!ビットミュージアム全国テスト                  |
| 2006年09月29日              | ケメコが故郷へ帰っちゃう!?                             |
| 2006年10月06日              | ヒーロー大ピンチ!?ダークマイコンの必勝作戦             |
| 2006年10月13日              | お宝発見!?ビットマップの謎                             |
| 2006年10月20日              | アブッチのお宝探知機                                   |
| 2006年10月27日              | ビットマップを解読せよ!                                |
| 2006年11月03日 ※18:00-19:00 | 秋のアイデア感謝祭60分スペシャル                       |
| 2006年11月10日              | いまのケメコはケメコじゃない!?                         |
| 2006年11月17日              | イトッチ、夢の食べ放題!?                               |
| 2006年11月24日              | ダークマイコンも夢の大勝利!?                           |
| 2006年12月01日              | ケメコ衝撃!アイデア1000個達成できない!?                |
| 2006年12月08日              | ケメコがフリーズ!?                                     |
| 2006年12月15日              | おでんくん総集編 5                                     |
| 2006年12月22日              | おでんくん総集編 6                                     |
| 2006年12月29日              | ダークマイコンのヒーロー大研究!?                       |
| 2007年01月05日              | ビットモンデュエル・スペシャル 新春ケメケメカップ 前編 |
| 2007年01月12日              | ビットモンデュエル・スペシャル 新春ケメケメカップ 後編 |
| 2007年01月19日              | ケメコがビットランドに来た理由                         |
| 2007年01月26日              | ケメコの大事な使命                                     |
| 2007年02月02日              | お別れのメール                                         |
| 2007年02月09日              | 一発ギャグでケメコを元気に!?                           |
| 2007年02月16日              | ダークマイコンから母上様へ                             |
| 2007年02月23日              | アイデア1000個へ全速力!                                |
| 2007年03月02日              | ビットランドに大異変!?                                 |
| 2007年03月09日              | おでんくん総集編 7                                     |
| 2007年03月16日              | おでんくん総集編 8                                     |
| 2007年03月23日 ※18:25-19:24 | ビットランド消滅!?運命のアイデア1000個                 |
| 2007年03月30日              | ダークマイコンから母上様へ（再）                       |